# Древнерусский язык
Древнеру́сский язы́к (реже древневосточнославя́нский или общевосточнославя́нский язы́к) — язык восточных славян в период примерно с VII—VIII по XIV—XV века, то есть язык древнерусской этнической общности в период её становления, сплочения и распада, обычно считающийся в науке общим предком белорусского, русского и украинского языков. Условным началом истории древнерусского языка считается время появления первых упоминаний слова русь — конец первого тысячелетия нашей эры. Вернакулярный язык. Его дифференциация не выходила за пределы диалектов. Являлся одним из интегралов древнерусской общности.

## Название
Самоназвание рѹсьскъ ꙗзыкъ, рѹсьскыи ꙗзыкъ и название древнерусский язык не означают преемственности исключительно с современным русским языком, а объясняются самоназванием восточных славян (русьские), по имени народа русь. В зарубежных публикациях по исторической славистике используются термины нем. Altostslawisch, Altrussisch, англ. Old East Slavic, Old Ruthenian, Old Rus(s)ian, фр. le vieux russe, исп. antiguo eslavo oriental, укр. давньоруська мова, бел. старажытнаруская мова. Славист Александр Шенкер отмечает, что использование «русский» в словосочетании «древнерусский» не позволяет сделать различие между принадлежностью к Руси и к России, результатом чего стало избыточное разнообразие терминов, ссылающихся на средневековый восточнославянский язык. «В зависимости от местной политической ситуации», пишет Шенкер, «термины „древнерусский“, „древнеукраинский“ и „древнебелорусский“ применялись по сути к одному и тому же корпусу текстов».

## Письменные памятники
Собственно древнерусские письменные памятники, написанные на древнерусском языке (а не на древнерусском изводе церковнославянского языка) включают большинство грамот (известно около 1000 берестяных грамот и около 150 пергаменных грамот XI—XIV веков), большое число записей в рукописных книгах и надписей, в том числе граффити. Собственно древнерусские памятники делового и бытового характера (прежде всего берестяные грамоты) отражают лексические, фонетические и грамматические черты языка. В них часто встречаются диалектные особенности и весьма редко — церковнославянизмы.

## Диалекты и социолекты
Большинство сохранившихся письменных памятников (в том числе берестяных грамот) было создано на территории Новгородской земли, что объясняется как историческими (незатронутость Новгорода монгольским нашествием), так и природными (качество почвы, в которой сохранилась береста) условиями. Ряд известных памятников происходит из Галицко-Волынского княжества, Смоленска, Полоцка, Ростова, Пскова, Твери, Рязани, Москвы, Нижнего Новгорода, возможно, Киева. Эта неравномерность отражения диалектных черт различных регионов в сохранившемся материале является причиной фрагментарности знаний о диалектной карте древнерусского языка.
Согласно исследованиям Г. А. Хабургаева, древнерусский язык не был единым, а включал множество разных диалектов и представлял собой результат их конвергенции, которой способствовало объединение восточных славян в составе Киевской Руси. Хабургаев выделил в древнерусском языке пять диалектных зон: северо-западную, северо-восточную, центральную, юго-западную и южную. Образующие северо-западный ареал древненовгородский и древнепсковский диалекты сохранили взрывное образование [g] (как и северо-восточный ареал), в то время как в остальных древнерусских диалектах развился фрикативный [γ]; сохранили развившиеся ранее цоканье, известное среди древнерусских диалектов только в некоторых говорах северо-восточного ареала, и корреляцию задненёбных и средненёбных /x/ : /x’/, /k/ : /k’/, /g/ : /g’/. Для западной части северо-западного ареала (древнепсковского диалекта) фиксируется сохранение сочетания /gl/, /kl/, противопоставленное общевосточнославянскому l. Кроме того, для северо-западной диалектной зоны были характерны следующие черты:
- вокализм с рядом гласных верхне-среднего подъёма /ê/ и /ô/ (данные гласные утратились в северо-восточной и центральной диалектных зонах);
- отвердение конечных губных согласных после падения редуцированных: сем’ > сем «семь», как и в юго-западной и южной диалектных зонах (мягкие губные на конце слова сохранились в северо-восточном ареале);
- развитие долгих мягких согласных на месте сочетаний с /j/: плат’jе > плат’:е «платье», подобное развитие отмечалось в юго-западной и южной диалектных зонах, в северо-восточном ареале сохранились сочетания согласных без ассимиляции /j/;
- сонантизация звонких взрывных зубных и губных в сочетании с тождественными по месту образования сонорными: одно > он: о «одно»; обман > ом: ан «обман» и другие черты.

По другой классификации, к XI—XII векам в древнерусском языке выделяются диалектные зоны: юго-западная (киевские и галицко-волынские говоры), западная (смоленские и полоцкие говоры), юго-восточная (рязанские и курско-черниговские говоры), северо-западная (новгородские и псковские говоры), северо-восточная (ростово-суздальские говоры).
А. А. Зализняк выделил на территории Древней Руси два диалектных типа. Северо-западный диалектный тип был распространён на псковских и новгородских землях, которые включают территории европейского севера современной России, а также территории Северной Белоруссии. Второй диалектный тип (Юг-Центр-Восток) был распространён на юге (будущая Украина), в центре (будущая средняя полоса России), на востоке (нынешняя восточная часть Европейской России). В то время не было различия между Киевской, Черниговской, Рязанской, Смоленской, Ростовской и Суздальской зонами. При этом территориальные говоры различаются уже в XI веке, а древненовгородский диалект, известный по берестяным грамотам, отчётливо отличался от киевского. Новгородско-псковский диалект был наиболее периферийным и архаичным, но вместе с тем и инновативным.
Древнерусские диалектные различия не совпадают с тремя современными восточнославянскими языками. Например, считают, что в древнерусском языке не было «аканья», которое отмечено с XIV века (хотя вопрос о его возможном возникновении в более ранний исторический период окончательно не решён). «Цоканье» же, напротив, существует с очень давних времён — примером могут служить древненовгородский и древнепсковский диалекты.
Кроме устных диалектов существовала и относительно стандартизированная письменная форма древнерусского языка, использовавшаяся в основном для юридических документов. Считается, что в основе этого письменного языка Киевской Руси лежал древнекиевский диалект. Графико-орфографическая система древнерусского языка начала складываться в середине XI века.
В то же время основная масса литературы (летописи, религиозные сочинения и др.) писалась на древнерусском изводе церковнославянского языка, ставшем языком книжно-литературной культуры.
Юрий Шевелёв и его последователи отрицают существование единого древнерусского языка, предпочитая вести речь о группе славянских диалектов.

## История
Предполагают, что «древнерусский» язык, существовавший примерно в VII—XIV веках, был общим языком для всех восточных славян, многочисленных славянских племён, составлявших так называемую древнерусскую народность — предков белорусов, русских, украинцев. В истории древнерусского языка выделяют два периода: дописьменный — до X—XI веков, и письменный — с XI века. В XI—XIV веках, в связи с разделением Древнерусского государства на феодальные княжества, монголо-татарским нашествием, образованием новых государств на древнерусских землях, происходит распад древнерусского языка, усиливаются диалектные различия. Первые письменные памятники относятся к XI веку; древнейшая надпись на сосуде, найденном при раскопках Гнёздовских курганов возле Смоленска, относится к X веку.

### Формирование
Сведения о древнерусском языке до XI века имеются только в косвенных источниках — заимствования в соседних языках, прежде всего финно-угорских, и свидетельства иностранных авторов (например, сочинении Константина VII Багрянородного «О народах»). От X века сохранились также единичные, малоинформативные надписи (на корчаге из Гнёздова, монетах).
Как и другие славянские языки, древнерусский язык восходит к праславянскому языку и является результатом его распада и разделения на разные славянские языковые группы. К X веку восточные славяне развили ряд языковых черт, отделивших их от южных и западных славян. К этим чертам относились: полногласие, употребление [ч] и [ж] ([дж]) на месте праславянских сочетаний *tj и *dj; отсутствие носовых гласных и другие. В целом же фонетическая и грамматическая системы были унаследованы из праславянского.

### Расцвет
В начале письменной эпохи диалекты древнерусского языка претерпевали сходную эволюцию, что свидетельствует об их совместном развитии.
В позднедревнерусском периоде развиваются новые диалектные черты. На этом фоне наиболее характерные отличия древненовгородского диалекта, напротив, сглаживаются, он сближается с другими диалектами Северной и Восточной Руси.

### Распад и преемственность
Появление различий в диалектах древнерусского языка, из которых сформировались три крупных восточнославянских языка, начинается достаточно рано. Конкретные языковые механизмы и иллюстрирующие их примеры приводятся в соответствующих разделах о частях речи.
Превращение прежде единой раннефеодальной Киевской Руси в XI—XIV веках в конгломерат независимых и полунезависимых княжеств и последовавшее за тем разорение бо́льшей части восточнославянских земель монголами привело к тому, что к середине XIV века эти земли оказались разделены между несколькими государственными образованиями: Великим княжеством Литовским (позже вместе с Польшей образовавшим Речь Посполитую), Польшей (бо́льшая часть территории Галицко-Волынского княжества), Венгрией (Подкарпатская Русь), Господином Великим Новгородом, Псковской феодальной республикой и конгломератом северо-восточных русских княжеств, попавших в зависимость от Золотой Орды (впоследствии все северо-восточные княжества, а также Новгород и Псков были постепенно поглощены одним из северо-восточных княжеств — Великим княжеством Московским). Этот период обычно считают концом существования древнерусского языка как чего-то относительно единого и началом его распада (расщепления) на три близкородственных восточнославянских языка. При этом границы между украинско-белорусской зоной диалектов, с одной стороны, и русской диалектной зоной — с другой — не всегда в точности совпадают с московско-литовской границей, а некоторые изоглоссы, разделяющие ныне три восточнославянских языка, восходят к достаточно ранним диалектным различиям, иногда ещё домонгольского времени.
Сформировался западнорусский письменный язык («руськи езык»), использовавшийся в Великом княжестве Литовском. Выделяются тексты этого периода с белорусскими (старобелорусскими) и украинскими (староукраинскими) чертами. В основу белорусского языка легли говоры дреговичей, части кривичей, радимичей и северян.
Современный русский язык, в том числе и его литературная форма, согласно исследованиям А. А. Зализняка, представляет собой результат дивергентных процессов двух древних диалектных ареалов древнерусского языка: северо-западного (новгородско-псковского) и северо-восточного (ростово-суздальского и части южного акающего, включая его рязанские говоры).
Литературный язык Московского княжества частично подвергся польскому влиянию (в XVI—XVII веках был заимствован ряд польских лексических и синтаксических явлений, а также некоторые служебные слова, возможно через белорусское посредство). В Москве всячески стремились сохранять старые литературные традиции, основанные в значительной степени на церковнославянском языке. В итоге русский язык продолжал развиваться под мощным воздействием церковнославянского языка, и это влияние оставило яркий отпечаток, прежде всего на словарном составе (лексике) русского языка, но также и на его синтаксисе, морфологии и правописании. Тем не менее русский (великорусский) язык в некоторых отношениях также развил некоторые новые черты, отсутствующие в церковнославянском и одновременно противопоставившие его украинскому и белорусскому языкам: так, утратилось чередование к/ц, г/з, х/с при склонении, иначе изменился словарный состав, исчезло IV склонение и т. д. Период истории XIV—XVII веков иногда называют старорусским (великорусским) периодом истории русского языка. На протяжении XVII—XIX веков формируется современный литературный русский язык.
Распад древнерусского языка происходил одновременно с распадом единой редакции богослужебного церковнославянского языка. На основе древнерусского извода церковнославянского языка в Великом княжестве Литовском сформировались украинско-белорусский (сейчас используется Украинской грекокатолической церковью), а в Великом княжестве Московском — старомосковский (сейчас используется староверами) изводы церковнославянского языка.
Согласно лингвисту Михаэлю Мозеру, язык общения Киевской Руси ближе к современному украинскому, чем к русскому, что показано работами российских историков-лингвистов, в частности изучением новгородских берестяных грамот, а потому корректнее было бы называть его  славянским или староукраинским, тогда как распространённое название древнерусский вернее было бы относить к древненовгородскому диалекту. Древнее языковое наследие является, в зависимости от области, в одинаковой мере «русским», «украинским» и «белорусским». Лингвист Томаш Камуселла, пишет, что название староукраинский является более правильным, так как столицей Руси был Киев, столица Украины.

## Письменность
Возможно существование в дохристианскую эпоху у восточных славян докириллической письменности, но на данный момент не существует доказательств в виде сохранившихся памятников. Древнерусский язык всегда писался кириллицей; литературных глаголических памятников на территории Киевской Руси не обнаружено (впрочем, сохранились некоторые граффити, выполненные глаголицей, и их фрагменты, например, в Софийском соборе Новгорода Великого).
Наследие Кирилла и Мефодия принесло на Русь кириллицу, называемое Первым южнославянским влиянием. Старославянский язык, на который была переведена Библия, сильно повлиял на тогдашний древнерусский язык в области орфографии и особенно в области лексики.
В последние десятилетия XIV века и в первую половину XV века на Русь был перенесён большой корпус южнославянских текстов, что вылилось в полное изменение облика русской рукописной книги — данное явление стало называться учёными Второе южнославянское влияние. Основные особенности влияния:
1. На рубеже XIV—XV веков устав или образовавшийся из него и с ним тесно связанный старший полуустав (простой почерк, имеющий прямые буквы) были вытеснены балканскими почерками, среди которых господствующее положение занимает младший (или южнославянский) полуустав с наклоном букв к концу строки.
2. В русскую письменность входят через посредство южнославянской греческие по происхождению надстрочные диакритические знаки ударения и придыхания: исо, оксия, вария, кендема, камора, великий апостроф. Первоначально использование этих надстрочных знаков было факультативным, но с XV века они постепенно стали характерным признаком книжной нормы.
3. С конца XIV века в русское правописание входят запятая и точка с запятой (были типичными для греческого скорописного письма и южнославянской книжности).
4. С конца XIV века постепенно устанавливается правило, по которому перед буквами гласных пишутся буквы 'ї', 'i' или 'ы', но не буква 'и' (например, страданіа, за братію).

### Гласные
Буква И обозначала не только обычный гласный [и], но также неслоговой краткий гласный звук и близкий к нему полугласный [й]. И краткой в древнерусском не было, для их различения на Руси применялся особый диакритический знак, так называемая «кратка». Буква «ы» (старое название — «еры») первоначально являлась лигатурой: она была составлена из двух букв — «ъ» («ер») и «і» («и»); её название сложилось из названий её частей — «ер» и «и». Относительно позже, возможно, уже в царское время, для простоты её стали писать как современную «ы».

## Лингвистическая характеристика

### Фонетика и фонология

#### Гласные
В начале XI века в системе гласных древнерусского языка (после утраты носовых, но до падения редуцированных) насчитывалось 11 фонем, 5 — переднего ряда (и, ѣ [ě], ѧ [ä], е, ь) и 6 — непереднего (ы, а, у, ѫ, о, ъ).
Произношение гласных е, а, о, у в целом соответствовало произношению современных их аналогов под ударением. Произношение а, у было при этом несколько более протяжным, ср. съпати = спать, семь = семь, доухъ = дух, домъ = дом. Гласный о не был представлен после мягких согласных, «ёканье» развилось в поздний древнерусский период. Остальные гласные не имеют прямых аналогий в современном русском языке.
Фонема ѣ представляла (если не во всех позициях, то во многих) протяжный гласный недостаточно выясненного качества. Вероятнее всего, она была близка звукам е, и и произносилась как средний между ними — то есть как е закрытый. Ни с одним из двух этих звуков она, однако, не смешивалась, служа для смыслоразличения: мѣлъ = мел, мелъ = мёл, милъ = мил. По качеству ѣ отличалась в древнерусском языке от старославянского, где была близка к паре е, а — то есть, обозначала е открытый.
Фонемы ѫ, ѧ представляли (если не во всех позициях, то во многих) протяжные гласные о, е, с носовым призвуком. К началу письменной эпохи звуки, обозначаемые этими буквами, утратились, совпав с у, а соответственно.
Фонемы ъ, ь произносились примерно так же, как в современном русском произносятся во втором предударном слоге о, е в словах поливать [пъл’иват'] и петушок [п’ьтушок]. Поскольку указанное произношение не было обусловлено положением в слове, то ъ, ь не представляли собой вариантов о, е, вопреки сложившейся письменной традиции. Вследствие этого указанные фонемы могли употреблять и в неударном положении, и под ударением, ср.: тъ = тот, то = то; сь = этот, се = это. Перед j, и фонемы ъ, ь слышались как редуцированные ы, и. Более того, ь превращался в редуцированный и как после j с предшествующим гласным, так и после j в начале слова, ср.: *starъjь > старыи, *dalьnьjь > дальнии, *jьgralъ > играл, *jьmesi > имеши, *jьgъla > игъла. Эти редуцированные ы, и являлись позиционными вариантами ъ, ь. Так, старыи и старъ различались не звучанием ы/ъ, а наличием/отсутствием конечного и.
Фонемы ы, и если не во всех позициях, то во многих (но не перед j, и) произносились несколько более протяжно, чем современные их аналоги. Перед j, и они превращались в звуки неполного образования, подобные ъ, ь, но более высокого подъёма. Указанная редукция была исключительно позиционной и не служила для смыслоразделения, ср. пары: крыѭ = крою, крыти = крыть; лии = лей, лити = лить; мыти = мыть, мыѥши = моешь; пити — пить, пꙗнъ = пьян. Как видно, смыслоразличительными являлись не ы и, а последующие звуки.
Гласные ы, ъ, а, е в раннем древнерусском не употреблялись в начале слова. Перед ними всегда оказывался протетический (приставной) согласный. Ср. пары: ꙗ = я, ego = я (лат.); ꙗгнѧ = ягнёнок, agnus = ягнёнок (лат.); ѥсть = есть, иметься, est = есть (лат.); ѥль = ель, eglė = ель (литовск.); выдра = выдра, ūdra = выдра (литовск.). Без протетического согласного произносились лишь союз а и междометие э. Местоимения это, этот, эта и подобные в диалектах до сих пор сохраняют протетический j: jэто, jэтот, jэта. Предположительно, в раннем древнерусском языке указанные местоимения так же имели протетический согласный. Все существующие сегодня слова с указанными гласными в качестве начальных — заимствованные, как то: абажур, эхо, этап. Слов же на ы не существует до сих пор.

#### Согласные
| |              |              | губные       | губные           | переднеязычные | переднеязычные | переднеязычные | палатальные | велярные | велярные |
| губно-губные | губно-зубные | альвеолярные | альвеолярные | постальвеолярные |                |                |                | палатальные | велярные | велярные |
| губно-губные | губно-зубные | твёрдые      | мягкие       | мягкие           | твёрдые        | мягкие         |                | палатальные |          |          |
| --- | ------------ | ------------ | ------------ | ---------------- | -------------- | -------------- | -------------- | ----------- | -------- | -------- |
| Шумные | взрывные     | зв.          | б /b/        |                  | д /d/          |                |                |             | г /g/    | г' /gʲ/  |
| Шумные | взрывные     | гл.          | п /p/        |                  | т /t/          |                |                |             | к /k/    | к' /kʲ/  |
| Шумные | аффрикаты    | зв.          |              |                  |                |                | дж /ʥ/         |             |          |          |
| Шумные | аффрикаты    | гл.          |              |                  |                | ц' /ʦʲ/        | ч /ʨ/          |             |          |          |
| Шумные | фрикативные  | зв.          |              |                  | з /z/          | з' /zʲ/        | ж /ʑ/          |             | г /ɣ/    |          |
| Шумные | фрикативные  | гл.          |              | ф /f/*           | с /s/          | с' /sʲ/        | ш /ɕ/          |             | х /x/    | х' /xʲ/  |
| Шумные | составные    | зв.          |              |                  |                |                | ждж /ʑʥ/       |             |          |          |
| Шумные | составные    | гл.          |              |                  |                |                | щ /ɕʨ/         |             |          |          |
| Сонорные | носовые      | носовые      | м /m/        |                  | н /n/          | н' /nʲ/        |                |             |          |          |
| Сонорные | боковые      | боковые      |              |                  | л /l/          | л' /lʲ/        |                |             |          |          |
| Сонорные | скользящие   | скользящие   | в /w/        | в /ʋ/            |                |                |                | и /j/       |          |          |
| Сонорные | дрожащие     | дрожащие     |              |                  | р /r/          | р' /rʲ/        |                |             |          |          |
| Легенда: красным цветом отмечены звуки, характерные только для южных диалектов бежевым цветом отмечены звуки, характерные только для северных диалектов * только в заимствованных словах |              |              |              |                  |                |                |                |             |          |          |

Система согласных была унаследована из праславянского языка. Общее количество согласных 26 фонем. Набор признаков согласных был таким же, как в современном русском языке: по участию голоса и шума, по месту образования, по способу образования, по наличию/отсутствию палатализации.
В древнерусском языке г, к, х были всегда твёрдыми (за исключением северных диалектов, не затронутых второй палатализацией), а ш’, ж’, ч’, ц’ — всегда мягкими (вторично мягкие). Пять пар согласных различались по твёрдости/мягкости: з-з’, с-с’, л-л’, н-н’, р-р’. Остальные согласные испытывали позиционную мену параллельного типа: перед гласными переднего ряда твёрдые согласные смягчались и становились полумягкими: б· , д· , т·. После X века усиливается процесс палатализации согласных: к середине — концу XI в. все полумягкие согласные стали мягкими (это непереходное смягчение, то есть качество звука не меняется): сѣно, тѣло.
Звук в /w/ возник из праславянского языка на базе неслоговой гласной /u/. Эта особенность проявляется по сей день в том, что глухие согласные не озвончаются перед звуком /v/ («ответить» [ɐt.ˈvʲe.tʲɪtʲ] и «сват» [svat]). В различных диалектах произносился как билабиальный (так, происходят переходы «в» легко переходит в «у» и наоборот у → в: учити, въ рѹцѣ, възѧлъ; укр. вчити, бел. у руцэ, ѹвзѧлъ в московской берестяной грамоте), в других — как лабиодентальный. До падения редуцированных фонемы /f/ в древнерусском не существовало: несмотря на заимствования из греческого слов, содержащих фонему (напр., фараонъ, феврарь), носителям языка был более удобен звук «п» (койне Στέφανος → Степанъ). Фонема стала употребляться после падения редуцированных, когда звук /v/ на конце слов начал оглушаться.

### Эволюция фонетики

#### Формирование фонетики древнерусского языка из праславянского

##### Изменения гласных в позициях, унаследованных из праиндоевропейского языка
Из праиндоевропейского языка праславяне унаследовали 5 пар коротких и долгих гласных: ā — ă, ō — ŏ, ē — ĕ, ī — ĭ, ū — ŭ. Редуцированные гласные *ə («шва первичное») и *ₔ («шва вторичное») успели пасть до выделения праславянского языка из праиндоевропейского и не были унаследованы ни им, ни его потомками. Различия по долготе использовались для смыслоразличения (ср. лат.: mālum = яблоко и mălum = зло; ōs = рот и ŏs = кость, lēvo = глажу и lĕvo = веселю; mūtīlus =морская раковина и mŭtĭlus = поверженный), а также обуславливали чередования внутри одной фонемы (ср. лат.: lāvi = я вымыл и lăvo = я мою, pendēre = висеть и pendĕre = вешать, domūs =дома и domŭs — дом). Кроме того, краткие гласные ĭ, ŭ могли функционально уподобляться согласным, объединяясь в дифтонги с предшествующим гласным либо примыкая к последующему гласному без образования своего слога. Однако эта праславянская система претерпела ряд изменений, поскольку ряд звуков стал произноситься иначе:
| Имелась в праславянском | Стала в древнерусском | Подтверждающий пример |
| ----------------------- | --- | --- |
| ā                       | осталась без изменений | |
| ă                       | совпала с ŏ | др.рус. соль — при лат. săl, др.рус. орати (пахать) — при лат. ărāre |
| ō                       | совпала с ā | др.рус. даръ — при лат. dōnum и греч. δωρον |
| ŏ                       | сохранился как тематический гласный на конце основ склоняемых слов ср.р.; у слов м.р. перешёл в ŭ > ъ                                                  | др.рус. ново — при греч. νεον др.рус. новъ — при греч. νεος |
| ē                       | стал ѣ | др.рус. вѣра- при лат. vērum (истина) др.рус. сѣмена- при лат. sēmĕn (семя) |
| ĕ                       | перед ĭ следующего слога дал: ĕĭ > ĭĭ > ьj в составе дифтонга ĕŭ перед непередним гласным следующего слога дал: ĕŭ > ŏŭ в остальных случаях сохранился | др.рус. трье (трие) < *treje — при греч. τρεις < *τρεες и лат. trēs < *trees др.рус. слово < *slĕŭos — при греч. χλεος др.рус. новъ < *nĕŭos — при греч. νεος др.рус. везѫ — при лат. vĕho др.рус. небо — при лат. nĕbŭla (облако)                                                                                    |
| ī                       | не перед гласными сохранялся перед гласными стал слоговым j                                                                                            | др.рус. витати — при лат. vīta (жизнь) др.рус. лежѫ < *legjom < *legīom — при др.рус. лежиши |
| ĭ                       | не перед гласными стал ĭ > ь перед гласными стал слоговым j частный случай ĭĭ > ьj                                                                     | др.рус. пьстъ — при лат. pĭsto (толку) др.рус. межа < *medja < *medĭa — при лат. madĭa (средняя) др.рус. блюдо < *bjeŭd < *bĭeŭd — при готск. biudan (предлагать) др.рус. биѥнъ < *bĭjen < *bĭīen при др.рус. бити |
| ū                       | стал ы | др.рус. ты < *tū — при лат. tū др.рус. мытъ (мзда) < *mūtos — при лат. mūto (меняю) др.рус. пыль < *pūl — при лат. pūlvis (порошок) |
| ŭ                       | не перед гласным: ŭ > ъ перед гласным: ŭ > в; в частном случае ŭŭ > ъв                                                                                 | др.рус. дъчи < *dŭkt — при литов. duktė и тадж. духт (дочь) др.рус. вода < *ŭoda — при др.инд. uda др.рус. мьртвъ < *mirtŭŭs — при лат. mortŭŭs др.рус. свекровь < *sŭekrŭŭ < *sŭekrū — при лат. sokrūs др.рус. медвѣдь < *medŭĕdis — при др.рус. медъ < *medŭs и ѣдь <*ēdis, а также литов. medus (мёд) и ėdis (еда) |

К моменту обособления древнерусского языка (предположительно, к середине I тысячеления н. э.) противопоставление гласных по долготе в нём уже отсутствовало, хотя сохранялись его следы в виде чередований:
1. о — а вместо ā — ă, ō — ŏ: голый — прогалина, морити — марити, положити — полагати, точити — тачати;
2. ъ — о на концах слов м.р. и ср.р. в им.п. и вн.п.: онъ — оно, малъ — мало, столъ — село;
3. е — ѣ вместо ē — ĕ: погрѣбати — грести, рѣчь — речеши;
4. ев — ов перед гласными переднего и непереднего рядов: невѣста — новая;
5. ѣj — ьj перед гласными вместо ēĭ — ĕĭ: рѣѥши — рьꙗнъ;
6. ь — и вместо ī — ĭ: пьхати — пихати, чьтити — читати;
7. и — ьj на месте ī: бити — бьѥнъ, пити — пьꙗнъ;
8. ъ — ы вместо ū — ŭ: дъхнѫти — дышати, ръвати — сърывати;
9. ы — ъв на месте ū: забыти — забъвенъ, мъркы — мъркъвь;
10. чередования, вызванные распадом дифтонгов.

##### Следствия действия законов, формировавших слог
Формирование древнерусского языка из праславянского произошло вследствие дальнейшего развития трёх крупных законов формирования слога, существовавших ещё в праславянском языке. Указанные законы, несмотря на происходящие изменения, по инерции действовали в древнерусском языке до XII века (падения редуцированных) — и, соответственно, распада единого древнерусского языка.
Тенденция к возрастающей звучности требовала, чтобы звуки располагались от наименее звучных в начале к наиболее звучным в конце. В соответствии с этим законом звонкий согласный не предшествовал глухому, сонорный — шумному звонкому, гласный — согласному. Например, глагол прославити прозрачно членится на 4 слога: про-сла-ви-ти.
Закон открытого слога, как частное следствие закона восходящей звучности, формировал все слоги древнерусского языка как открытые. Как более частное следствие, все слова заканчивались на гласный: домъ, конь, село, дума. Поскольку плавные сонорные в описываемый период ещё были близки гласным, они могли формировать слог самостоятельно: вь-р-хъ (верх), го-р-дъ (город).
Закон внутрислогового сингармонизма, косвенно выводившийся из закона восходящей звучности, обуславливал объединение в одном слоге звуков с одинаковой или сходной артикуляцией. В соответствии с ним в древнерусском языке после j и мягких согласных некоторые гласные непереднего ряда оказывались непроизносимы; звучало мое лице, но не моё (моjо) лицо. В соответствии с этим же законом твёрдые согласные перед j заменялись мягкими, а перед гласными непереднего ряда или заменялись мягкими, или становились полумягкими: крикъ — кричѭ — кричитъ; возъ — везеши.
Влияние перечисленных законов, новых по отношению к предшествующим языковым эпохам, оказало влияние на субстрат и привело к ряду изменений. В диалекте праславянского, впоследствии ставшем древнерусским языком, указанные изменения имели специфический характер.
Если закрытый слог, сформированный в ранние эпохи, находился на конце слова, то его конечный согласный исчезал. Однако он сохранялся в других формах того же слова, поскольку оказывался перед гласным, к слогу которого отходил. Н.р.: *mater > мати — но матери; *nebos > небо — но небеса; *okos > око — но очеса; *telьnt > телѧ — но телѧта. Если закрытый слог находился не в конце слова, то конечный его согласный или исчезал, или отходил к последующему слогу с теми или иными изменениями. Сочетания dt, lt в соответствии с законом восходящей звучности перешли в st: *bredtei > брести, но бреду; *mettei > мести. Сочетания dl, tl перешли в l: *bredla > брела, но бреду; *cьtla > чьла, но чьтити. В псковских говорах произошёл переход dl > gl, tl > kl, что дало формы чькла (вместо чьла) и привегла (вместо привела). Сочетания bn, pn, gn, dn перешли в n: *sungubnom > съгынѫ (но погыбати), *kapnontei > канѫти (но капати). Сочетание bv перешло в b: *obvitatei > обитати (но витати).
Дифтонги (как сочетания гласных, образующих один слог) монофтонгизировались, дав простой гласный. Аналогичный процесс произошёл с дифтонгическим сочетанием гласного с назальным n/m.
Так, дифтонги ai/oi перед согласным и на конце слова перешли в ѣ; на конце слова — в ѣ/и; перед гласным распадались на части, вследствие чего неслоговый i отходил последующему гласному, образуя согласный j. Отсюда в древнерусском возникли чередования аj/оj — ѣ внутри слова: поѭ — пѣти; стоꙗти — стѣна, каꙗти — цѣна, краи (*krajъ) — крѣнъ.
Дифтонг ei перешёл в i, обусловив чередование ѣj — и внутри слова: сѣꙗти — сито, виѭ — вити.
Дифтонги au/ou перед согласным пали до у, а перед гласным распадались, давая ав/ов. Итогом стало чередование ав-у, ов-у, ев-ю: плавати — плути; слово — славити — слухъ; совати — сунути; куѥшь — ковати; клевати — клюнути; плюѥши — плевати.
Дифтонгические сочетания гласных переднего ряда с назальным n/m на конце слова или перед согласными дали новый гласный ѧ, а дифтонгические сочетания гласных непереднего ряда с назальным n/m в тех же позициях дали новый гласный ѫ. Отсюда — чередования ѧ/ѫ с сочетанием «гласный+н/м»: снѧти — сънимеши; имѧ — имени; рѫка — уронити; мѧти — мьнеши; звѫкъ — звонъ.

#### Следствия процессовсмягчения согласных
Система согласных, свойственная индоевропейскому языку времён отделения от него праславянского (то есть, середины I тысячелетия н. э.), не имела ни шипящих, ни мягких сонорных, никаких иных мягких фонем. Однако в диалектах, сформировавших праславянский язык, возникла тенденция к смягчению согласных, которая активно развивалась у праславян — и, следовательно, дала результаты в древнерусском языке. Процессы смягчения согласных, начавшиеся ещё в праславянском языке, происходили в разных его диалектах неравномерно и привели к разным результатам.
Самым ранним процессом палатализации в распадавшемся индоевропейском языке была сатемизация — изменение праиндоевропейских нелабиализованных *g’h, *g' и *k' в свистящие в славяно-балтийских, армянских, албанских, индо-иранских (то есть, восточных) диалектах распадавшегося индоевропейского языка, получивших название сатемных. В речи праславян произошли изменения *g’h, *g' > *z, *k' > *s. Ср.: др.рус. зьрно < *g’rn- при лат. granum и нем. Korn; др.рус. везти < *ŭeg’h- при лат. veho (везу); др.рус. сьрдьце < *k’rd- при лат. cor, cordis и нем. Herz. Поскольку в индоевропейском языке имелись чередования *gw-*g', *gwh-*g’h, *kw-*k', в древнерусском языке сформировались чередования пар з-с с парами г-к. Ср. др.рус. пары: зьрно < *g’rn- — жьрновъ < *gwrn; съсати < *sŭk'- — сокъ < *sokw.
Следующим проявлением палатализации стало изменение *s > *x после r, k, ī, ĭ, ū, ŭ, но не перед t, p, k, сходное с индо-иранским, армянским и балтийским. В результате в праславянском языке сформировались и перешли в древнерусский чередования с-х, так как *s не переходил в *x перед t, p, k. Ср. др.рус. пары: пъхати — пьстъ, затухати — тусклыи, вьрхъ — верста, пьрхати — пърскати. При этом описываемое изменение не затронуло *s < *k', что свидетельствует о различии обоих s на момент перехода.
После того, как в праславянском языке появился j — самый мягкий (то есть, самый палатальный) изо всех звуков, он стал оказывать на предшествующие ему согласные ассимилирующее воздействие. Аналогичным воздействием обладали гласные переднего ряда. Подобные процессы вызвали в праславянском следующие изменения, перешедшие и в древнерусский язык:
- сонорные r, l, n перед j становились мягкими, а смягчавший их j ассимилировался и исчезал. Так в древнерусский перешло: *morjom > море, *dolja > доля, *konjos > конь.
- губные p, b, v, m перед j обзавелись эпитатическим (то есть, приставным) звуком l, который сливался с j и смягчался. В древнерусском языке это дало чередования п-пл', б-бл', в-вл', м-мл'. Ср. пары: капати — каплꙗ, грабити — граблѭ, земныи — землꙗ, къровъ — къровлꙗ.
- звуки z, s, g, k, x перед j становились шипящими, что дало в древнерусском чередования с-ш', г-ж', з-ж', к-ч', х-ш': *nosja > ноша, но носити; *rogikos > рожок, но рог; *gruzja > грыжа, но грызти; *slougjom > слуга, но служѭ, *sokjom > сок, но сочѭ, *doucha > душа, но духъ; *teishina > тишина, но тихо. Ту же природу имеют чередования в парах грѫз — погрѫжати, гърло — жьрло, знак — значити. Группы zg и sk вследствие ассимиляции давали сложные шипящие, что в древнерусском дало чередования зг-ж’д’ж' и ск-ш’ч': *bruzgjom > брыжджѭ, но брызгати; *jiskjom > ишчѭ, но искати.
- гласные переднего ряда стали влиять на z, g, x по аналогии с j и дали те же результаты: превращение заднеязычных в шипящие, обусловившее чередования г-ж', к-ч', х-ш'. Сочетания zg, sk давали сложные мягкие шипящие, порождая чередования зг-ж’д’ж', ск-ш’ч'. Ср. пары: визгъ — вижджить, пискъ — пишчитъ. Это явление получило название первой палатализации; оно произошло до того, как дифтонги aĭ, oĭ слились в ѣ, и.
- образовавшиеся из дифтонгов ѣ, и стали оказывать смягчающее влияние на заднеязычные, дав свистящие. В древнерусском языке это отразилось в чередованиях г-з'/д’з', к-ц', х-с'. Ср. пары: *lougoi > луг, но лузи; *kaina > цѣна, но каꙗти; *douchoi > духъ, но дуси. Это явление получило название второй палатализации.
- гласные ѧ, и, ь также стали оказывать влияние на последующие заднеязычные, дав свистящие. В древнерусском это отразилось в чередованиях г-з' (диалектно д’з'), к-ц'; ср. пары: мѫченикъ — мѫченица, мьркнѫти — мьрцати. Чередования с-х' не развилось, однако о нём свидетельствует переход *vьcho > вьсе и встречающийся в некоторых письменных памятниках архаизм вьхо. Это явление получило название третьей палатализации.

Вследствие того, что все вышеуказанные чередования по отношению к древнерусскому языку являлись наследием предыдущих языковых эпох, а с позиции древнерусской фонетики были не мотивированы никакими фонетическими процессами, они стали использоваться как средство формо- и слово- образования. Наиболее характерные случаи таковы:
- при чередовании гласного непереднего ряда о с гласными переднего ряда е, и, ь первый вариант является признаком корня существительного, тогда как остальные — глагольного корня: боръ — но берети, бьрати; возъ — но везеши; воля — но велиши; възоръ — но възирати, зьрѣти; запор — но заперети, запьрши; ноша — но нести, помолъ — но мелеть, столъ — но стьлати, стелеши;
- при чередовании у/ы первый являлся признаком корня существительного или прилагательного, а второй — глагольного варианта корня: духъ — дышати; слухъ — слышати; сухъ, суша — высыхати;
- при чередовании в глагольных по происхождению корнях долгого гласного с кратким или редуцированным (а-о, ѣ-е, и-ь, ы-ъ) первый вариант соответствовал долгому или повторяющемуся действию или состоянию, тогда как второй обозначал короткое или мгновенное действие и состояние. Н.р.: сълагати — съложити, запираешь — запьреть, събиралъ — събьралъ, умираемъ — умьремъ, согыбати — съгънѫти, сърывати — съръвати.

#### История фонетических изменений собственно древнерусского языка
Фонетическая система древнерусского языка, сложившаяся в процессе языкового обособления восточных славян, предположительно, около середины I тысячеления н. э., в дальнейшем так же изменялась, перестраивалась. В основном все последующие изменения были обусловлены:
- действием закон открытого слога;
- дальнейшей палатализацией согласных;
- развитием лабиализации гласных и согласных;
- уже завершившейся утратой различия долготы гласных.

##### Смягчениеd,tпередj
Начавшись во время праславянского языка, процесс этот был завершён уже после обособления трёх крупных славянских языковых подгрупп.
В древнерусском языке описываемые изменения дали шипящие аффрикаты dj > д’ж', tj > ч'. В том диалекте древнерусского языка, из которого произошёл современный русский, произошло дальнейшее упрощение д’ж' > ж', тогда как в диалектах, сформировавших украинский и белорусский языки, аффриката дж сохранилась. В соответствующих случаях наблюдаются чередования д-д’ж' (ж'), т-ч'; ср. др.рус. садъ — сажа < *sadja, свѣтъ — свѣча < *světja, крѫтити — крѫча < *krontja. При этом в укр. получились саджа, посаджу.
У южных и западных славян результаты этого же процесса оказались иными. Так, у части южных славян сформировались dj > ж’д', tj > ш’т'; ср. стар.сл. насаждати, свѣшта. У западных славян возникли свистящие аффрикаты: dj > d’z', tj > c'; ср. польск. sadza, świeca.
Наличие в современном русском языке чередований д-жд, т-щ дополнительно к д-ж, т-ч объясняется уже не дальнейшим развитием древнерусского языка, но влиянием старославянского на древнерусский: садить — сажать (исконное) - насаждать (заимствованное), светить — свеча (исконное) - освещать (заимствованное). Также это влияние отразилось на морфологии: исконные формы действительных причастий с суффиксом -ѫч-/-ѧч- были вытеснены заимствованными с -ѫщ-/-ѧщ-, перейдя в разряд прилагательных.

##### Смягчение незаднеязычных перед гласными переднего ряда
Процесс палатализации, начатый в праславянском языке, коснулся только заднеязычных гласных. На ранних этапах развития древнерусского языка влияние гласных переднего ряда стало распространяться ещё и на незаднеязычные, смягчая их. Процесс этот завершился ещё в дописьменное время, на что указывают:
- раннеписьменная орфография, указывающая на мягкость произнесения перед имперфектным суффиксом -ах- (-ꙗх-), восходящего к -ѣах- (сѣдѧху — Изборник Святослава 1076 г.). Подобная мягкость не могла появиться перед -а, она могла появиться только перед -ѣ, который пал в данном суффиксе в дописьменный период;
- после перехода ѧ > а в дописьменное время согласный перед ним не отвердел, а остался мягким, как перед имперфектным суффиксом -ах-.

При этом сочетания gt, kt в положении перед гласными смягчались, давая ч'; ср.: могу — мочи < *mogti, пеку — печи < *pekti, ночь < *noktь. В окончаниях инфинитивов в диалектах, предшествовавших украинскому и белорусскому, наблюдается обратная замена, объяснимая аналогией прочих форм.
У южных и западных славян смягчение в тех же позициях дало иные результаты, ср.: ст.слав. мошть, ношть, пешть; польск. moc, noc, piec.

##### Лабиализацияеl,ьlмежду согласными
Как описывалось выше, в праславянском противопоставления по твёрдости-мягкости не существовало; l и его сочетания произносились полумягко. Однако в сочетаниях el, ьl он приобрёл твёрдость и лабиализацию, вследствие чего стоящие перед ним краткие в силу ассимиляции так же стали лабиализоваться, дав е > о, ь > ъ.
Так в древнерусском возникли: *pelnъ > *polnъ > полонъ при ст.слав. плѣнъ; *vьlkъ > *vъlkъ > волкъ при литовск. vilkas, польск. wilk.

##### Развитие первогополногласия
К моменту обособления древнерусского языка от праславянского плавные r, l утратили свои слогообразующие свойства, но в дифтонгических сочетаниях er, or, el, ol не смогли отойти ни к предыдущему, ни к последующему слогам. Первое нарушило бы закон открытого слога, второе — закон восходящей звучности. В связи с этим после указанных сочетаний стали произноситься простетические (приставные) звуки — поначалу краткие, подобно ъ, ь, но впоследствии развившиеся до полноценных о, е. Так сочетания er, or, ol стали в конечном итоге сочетаниями ере, оро, оло. В большинстве случаев с el лабиализованный e перешёл в o перед отвердевшим l, отчего дифтонг полностью совпал с ol. Лишь после шипящих получалось el > elъ > ele > elo, откуда возникли жёлоб, шелом.
У южных и западных славян результаты того же процесса были иные. При праславянских *vorta, *bergъ, *melko, *zolto в др.рус. возникли ворота, берегъ, молоко, золото; в ст. слав. — врата, брѣгъ, млѣко, злато; в польском — wrota, brzeg, mleko, zloto. У восточных славян имя собственное Карл стало именем нарицательным король, тогда как у южных получился краль, а у западных — krol. Отсюда следует вывод, что полногласие в древнерусском языке развилось во времена Карла Великого. Показательны так же заимствованные венгерским языком слова pelyva / polyva (мякина), szalma (солома), sarka (сорока), szerda (среда), имеющие дополнительные фонемы. Это означает, что из древнерусского в венгерский они попали до развития полногласия. Но они не могли оказаться у венгров раньше, чем предки венгров, выйдя из приуральской прародины и двигаясь на Дунай через Северное Причерноморье, встретились со славянами. Данные археологии свидетельствуют, что это движение началось в середине I тысячелетия н. э..
Отсюда следует, что развитие первого полногласия у восточных славян началось не ранее 1-й половины I-го тысячелетия н. э. А так как ряд других фонетических процессов завершился до развития полногласия, то древнерусский язык (а с ним и народ восточных славян) обособился не позднее середины I тысячелетия н. э.

##### Поведениеj- в начале слова перед некоторыми гласными
По невыясненным причинам в древнерусском языке в ряде случаев стал утрачиваться j, стоящий перед некоторыми гласными в начале слова. Это заметно противопоставило язык восточных славян языкам их южных и западных соседей.
- начальное jе > е. В начале своего обособления восточные славяне произносили с начальными je- такие слова, как осень, озеро, олень, осётр, один; об этом косвенно свидетельствуют формы тех же слов в других славянских языках. Ср.: ст.слав. ѥсень, ѥзеро, ѥлень, ѥсетръ, ѥдинъ; польск. jesen, jozioro, jelen, josiotr, jeden. Сохранилось только 2 исключения: ѥль и ѥжь.
- начальное jу > у. Так в древнерусском появились слова угъ (при ст.слав. югъ), унъ (при ст.слав. юнъ), уха (при сер.-хорв. juha), утро (при болг. ютро и серб.-хорв. jutro).

При этом утраты начального j перед a не произошло, тогда как у южных славян он во многих случаях пал. Это значительно противопоставляет древнерусский язык старославянскому, ср. др.рус. ꙗзъ, ꙗко, ꙗгнѧ, ꙗгода и ст.слав. азъ, акы, агньцъ, агода. В дальнейшем древнерусский язык подвергся влиянию старославянского (как основного письменного), вследствие чего в современном русском языке все слова с начальным а- (кроме союза и междометия а) заимствованы из других языков.

##### Переход носовых в неносовые
В своём сочинении «О народах» Константин Багрянородный при упоминании славянских названий порогов Неѩсыть и Вьрѫчии не отмечает носового характера ѧ, ѫ и передаёт данные звуки через α, ου; в то же время ѧ в слове Свѧтослав он передаёт сочетанием εν, указывая на носовой характер. Следовательно, уже в те времена носовой оттенок «юсов» у восточных славян исчезал; причины этого явления не установлены.
С одной стороны, причину можно видеть в действии закона открытого слога — ведь носовой призвук был остатком носового согласного. С другой стороны, носовой признак стал уже необязательным для смыслоразличения; так, пары се — сѧ, копати — кѫпати различаются не только носовым призвуком. Так или иначе, переход носовых в неносовые (чистые) привёл к смешению в памятниках ѧ с я, ѫ с у. По этой причине уже Остромирово Евангелие содержит более 500 случаев неправильного написания как «юсов» вместо у, я, так и у, я вместо юсов. В северо-западном (древненовгородском) диалекте процесс деназализации происходил иначе и юсы перешли в закрытые э и о (с возможностью дифтонгизации в ei, ou в ряде позиций).
Падение носовых ещё более усилило отличие древнерусского языка от старославянского и польского, где данные гласные сохранились.

##### Изменения фонетической системы в письменный период
Совокупность фонетических изменений дописьменного периода была такова, что сама фонетическая система древнерусского языка отличалась от первоначальной (времён его выделения из праславянского). Вследствие того, что описанные процессы происходили в разных его диалектах по-разному, с началом письменного периода разобщение древнерусского языка стало всё более и более явным. Начало же данного процесса обнаруживается в самых ранних письменных источниках (н.р., падение редуцированных). В последующих изменения разобщение говоров будущего русского, украинского и белорусского языков достигло таких размеров, что к XVI—XVII в. эти группы приобрели качества разных, хотя и близкородственных языков.
Общая схема изменений указанного периода такова:
- сер. XI века — вторичное смягчение согласных, произошедшее в большинстве говоров южнорусского наречия (за исключением западных); переход полумягких согласных в мягкие затронул все согласные звуки, кроме губных и звука «р».
- конец XI века — начало XIII века — падение редуцированных гласных ъ и ь.
- XII—XV вв. — переход ['е] в ['о] перед твёрдым согласным (рус., бел. ё, укр. ьо).
- с начала XIII в. — движение [и] в сторону смешения с исходным [ы] через [ъ]-образную стадию (закрепилось в украинских говорах и большинстве говоров курско-орловской и рязанской подгрупп южнорусского наречия; отмечается в киевских надписях с начала XIII в.)
- приблизительно XIV век — совпали по качеству автономное ударение (полноударных словоформ) и автоматическое (ударение энклиноменов).
- XII—XVI века — появление мягких заднеязычных [г', к', х']; переход гы, кы, хы > ги, ки, хи (закрепилось в великорусских и белорусских говорах).

### Морфология
Древнерусский язык существенно отличался от современных восточнославянских языков не только по своему звуковому строю, но и по элементам грамматической системы.

#### Имя существительное
В древнерусском языке существительное изменялось по семи падежам (существовал самостоятельный звательный падеж, вместо предложного падежа был местный падеж, остальные пять падежей были такими же, как в современном русском языке) и трём числам: единственному, множественному и двойственному (дъва стола, дъвѣ рыбѣ, дъвѣ озёрѣ). Система именного склонения, которая в основных чертах проступает в древнерусском языке к началу письменности, сложилась в индоевропейскую эпоху и была почти полностью унаследована праславянским языком. В ранний период праславянского языка каждый тип склонения характеризовался последним звуком основы в паре с древним словообразовательным суффиксом имён существительных. В праславянском языке в их качестве выступали окончания *-ā (-jā), *-ŏ (-jŏ), *-ŭ, -ǐ, -ū, а также словообразовательные суффиксы, включавшие в свой состав конечный согласный — типа *-en, *-men, *-os (-es), *-ter, *-ent и, в дальнейшем, примкнувшие по особенностям словоизменения имена с древним суффиксом *-ū (который в большинстве падежных форм выступал на ступени чередования *-ъv).
В эпоху появления первых письменных памятников древнерусского языка состав типов именного склонения был следующим:
1. В склонение с основой на *-ā (-jā) входили существительные женского рода, которые: в им.п. ед. ч. имели окончания -а (-ꙗ): жена, землꙗ, душа, сестра, овьца; в им.п. мн.ч. имели окончание -ыни: кънѧгыни, рабыни; существительные мужского рода с окончанием им.п. ед. -а (-ꙗ): староста, воевода, судьꙗ; собирательные существительные женского рода с окончанием в им. ед . -а (-ꙗ): стража, братиꙗ, литва, мерꙗ. В зависимости от мягкости или твердости конечного согласного основы в этом типе склонения различались мягкий и твёрдый варианты
2. В склонение с основой на *-ŏ (-jŏ) входили имена существительные мужского рода, которые в им. ед . имели окончания -ъ, -ь, -и (<*jь), а также существительные среднего рода, которые в им. ед. имели окончания -о, -е. Например: городъ, вълкъ, ножь, конь, корабль, край, вои (воин), село, мѣсто, поле, вече, копне, учение. В этом склонении в зависимости от качества конечного согласного основы также различались твёрдый и мягкий варианты. Мягкие согласные основы возникли или под воздействием суффикса *-jо (др.-рус. ножь), или в результате третьей палатализации (др.-рус. отьць, ѭньць, хърабрьць) .
3. Тип склонения с основой на *-ŭ стал разрушаться ещё в дописьменный период и к началу письменного периода в его состав входили лишь несколько слов мужского рода с окончанием -ъ в Им. ед .: домъ, сынъ, медъ, полъ (половина), вьрхъ, волъ, долъ.
4. К типу склонения на *-ĭ относились существительные мужского и женского рода с окончанием -ь в Им. ед.: гость, тьсть, зять, лось, рысь, локъть, путь, мышь, горесть. Существительные мужского рода этого типа склонения имели в основе мягкий согласный, который развился на базе праславянской полумягкости (в отличие от исконно мягких согласных в основе существительных типа склонения на -jŏ).
5. В склонение с основой на согласный входили слова:
  - мужского рода с суффиксом *-en: камы (камене), ремы (ремене), пламы (пламене), дьнь (только в форме, осложненной суффиксом);
  - слова женского рода с суффиксом *-ter: мати (матере), дъчи (дъчере)
  - с суффиксом *-ъѵ: свекры (свекръве), любы (любъве), моркы (моркъве);
  - слова среднего рода с суффиксом *-еs/-оs: небо (небесе), слово (словесе), коло (колесе)
  - с суффиксом *-ent > др.-рус. -ат, -ѧт: телѧ (телѧте), дѣтѧ (дѣтѧте)
  - с суффиксом *-men > др.-рус. -мѧ: сѣмѧ (сѣмене), племѧ (племене), имѧ (имене).
  - существительные ж.р., имевшие на конце основы -ъв во всех падежах, кроме им.п. ед.ч., где вместо -ъв было -ы. Существительные этого типа по характеру основы и падежным окончаниям были близки существительным ж.р. 5-го типа склонения, но не совпадали с ними полностью, вследствие чего ряд учёных выделяет их в самостоятельный, 6-й тип склонения.

|       | 1 тип         | 1 тип           | 1 тип           | 2 тип                                              | 2 тип                                              | 2 тип                                              | 3 тип      | 3 тип    | 3 тип    | 4 тип            | 4 тип            | 4 тип                    | 5 тип                                             | 5 тип                                                | 5 тип                                              | 6 тип    | 6 тип     | 6 тип           |
|       | ед.ч.         | дв.ч.           | мн.ч.           | ед.ч.                                              | дв.ч.                                              | мн.ч.                                              | ед.ч.      | дв.ч.    | мн.ч.    | ед.ч.            | дв.ч.            | мн.ч.                    | ед.ч.                                             | дв.ч.                                                | мн.ч.                                              | ед.ч.    | дв.ч.     | мн.ч.           |
| ----- | ------------- | --------------- | --------------- | -------------------------------------------------- | -------------------------------------------------- | -------------------------------------------------- | ---------- | -------- | -------- | ---------------- | ---------------- | ------------------------ | ------------------------------------------------- | ---------------------------------------------------- | -------------------------------------------------- | -------- | --------- | --------------- |
| им.п. | рыб-а дол-ꙗ   | рыб-ѣ дол-и     | рыб-ы дол-ѣ     | год-ъ окън-о кон-ь кра-и мор-е усили-ѥ             | год-а окън-ѣ кон-ꙗ кра-ꙗ мор-и усили-и             | год-и окн-а кон-и кра-и мор-ꙗ усили-ꙗ              | верх-ъ     | верх-ы   | верх-ове | тат-ь плет-ь     | тат-и плет-и     | тат-ие, -ье плет-и       | кам-ы чуд-о плем-ѧ роб-ѧ мат-и                    | камен-и чудес-ѣ, -и пламен-ѣ, -и робѧт-ѣ, -и матер-и | камен-е чудес-а пламен-а робѧт-а матер-е           | бук-ы    | букъв-и   | букъв-е         |
| рд.п. | рыб-ы дол-ѣ   | рыб-ѫ дол-ѭ     | рыб-ъ дол-ь     | год-а окън-а кон-ꙗ кра-ꙗ мор-ꙗ усили-ꙗ             | год-ѫ окън-ѫ кон-ѭ кра-ѭ мор-ѭ усили-ѭ             | год-ъ окън-ъ кон-ь кра-и мор-ь усили-и             | верх-у     | верх-ову | верх-овъ | тат-и плет-и     | тати-ѭ плети-ѭ   | тати-и, -ьи плети-и, -ьи | камен-е чудес-е племен-е робѧт-е матер-е          | камен-у чудес-у племен-у робѧт-у матер-у             | камен-ъ чудес-ъ пламен-ъ робѧт-ъ матер-ъ           | букъв-е  | букъв-у   | букъв-ъ         |
| дт.п. | рыб-ѣ дол-и   | рыб-ама дол-ꙗма | рыб-амъ дол-ꙗмъ | год-ѫ окън-ѫ кон-ѭ кра-ѭ мор-ѭ усили-ѭ             | год-ома окън-ома кон-ема кра-ѥма мор-ема усили-ѥма | год-омъ окън-омъ кон-емъ кра-ѥмъ мор-емъ усили-ѥмъ | верх-ови   | верх-ъма | верх-ъмъ | тат-и плет-и     | тат-ьма плет-ьма | тат-ьмъ плет-ьмъ         | камен-и чудес-и племен-и робѧт-и матер-и          | камен-ьма чудес-ьма племен-ьма робѧт-ьма матер-ьма   | камен-ьмъ чудес-ьмъ пламен-ьмъ робѧт-ьмъ матер-ьмъ | букъв-и  | букъв-ама | букъв-амъ, -ъмъ |
| вн.п. | рыб-ѫ дол-ѭ   | рыб-ѣ дол-и     | рыб-ы дол-ѣ     | год-ъ окън-о кон-ь, -ꙗ кра-и мор-е усили-ѥ         | года окънѣ конꙗ краꙗ мори усилии                   | год-ы окън-а кон-ѣ кра-ѣ мор-ꙗ усили-ꙗ             | верх-ъ     | верх-ы   | верх-ы   | тат-ь, -ꙗ плет-ь | тат-и плет-и     | тат-и плет-и             | камен-ь чуд-о плем-ѧ роб-ѧ матер-ь                | камен-и чудес-ѣ, -и пламен-ѣ, -и робѧт-ѣ, -и матери  | камен-и чудес-а пламен-а робѧт-а матер-и           | букъв-ъ  | букъвии   | букъв-и         |
| тв.п. | рыб-оѭ дол-еѭ | рыб-ама дол-ꙗма | рыб-ами дол-ꙗми | год-ъмь окън-ъмь кон-емь кра-имь мор-ьмь усили-имь | год-ома окън-ома кон-ема кра-ѥма мор-ема усили-ѥма | год-ы окън-ы кон-и кра-и мор-и усили-и             | верх-ъ, -ь | верх-ъма | верх-ъми | тат-ьмь плет-иѭ  | тат-ьма плет-ьма | тат-ьми плет-ьми         | камен-ьмъ чудес-ьмъ племен-ьмъ робѧт-ьмъ матер-иѭ | камен-ьма чудес-ьма племен-ьма робѧт-ьма матер-ьма   | камен-ьми чудес-ы пламен-ы робѧт-ы матер-ьми       | букъв-иѭ | букъв-ама | букъв-ами, -ъми |
| мс.п. | рыб-ѣ дол-и   | рыб-ѫ дол-ѭ     | рыб-ахъ дол-ꙗхъ | год-ѣ окън-ѣ кон-и кра-и мор-и усили-и             | годѫ окънѫ конѭ краѭ морѭ усилиѭ                   | годѣхъ окънѣхъ конихъ краихъ морихъ усилиихъ       | верх-у     | верх-ову | верх-ъхъ | тат-и плет-и     | тат-иѭ плет-иѭ   | тат-ьхъ плет-ьхъ         | камен-е чудес-е племен-е робѧт-е матер-е          | камен-у чудес-у племен-у робѧт-у матер-у             | камен-ьхъ чудес-ьхъ пламен-ьхъ робѧт-ьхъ матер-ьхъ | букъв-е  | букъв-у   | букъв-ахъ       |
| зв.п. | рыб-о дол-е   | - -             | - -             | год-е - кон-ѭ кра-ѭ -                              | - -                                                | - -                                                | верх-у     | -        | -        | тат-и плет-и     | - -              | - -                      | - -                                               | - -                                                  | - -                                                | -        | -         | -               |
|       | ед.ч.         | дв.ч.           | мн.ч.           | ед.ч.                                              | дв.ч.                                              | мн.ч.                                              | ед.ч.      | дв.ч.    | мн.ч.    | ед.ч.            | дв.ч.            | мн.ч.                    | ед.ч.                                             | дв.ч.                                                | мн.ч.                                              | ед.ч.    | дв.ч.     | мн.ч.           |
|       | 1 тип         | 1 тип           | 1 тип           | 2 тип                                              | 2 тип                                              | 2 тип                                              | 3 тип      | 3 тип    | 3 тип    | 4 тип            | 4 тип            | 4 тип                    | 5 тип                                             | 5 тип                                                | 5 тип                                              | 6 тип    | 6 тип     | 6 тип           |

Разрушение этой системы склонения произошло к концу древнерусского периода. В современном же русском литературном языке существует 3 продуктивных типа склонения, которые объединяют бывшие типы следующим образом:
1. скл.:
  - слова с бывшей основой на *ā, *ū: вода, буква
2. скл.:
  - слова с бывшей основой на *ŏ: волк, море
  - слова с бывшей основой на *ǔ: сын
  - слова с бывшей основой на *ĭ: гость
  - слова с бывшей основой на н: камень
  - слова с бывшей основой на с: чудо
  - слова с бывшей основой на т: телёнок
3. скл.:
  - слова с бывшей основой на *ĭ: ночь
  - слова с бывшей основой на *ū: церковь
  - слова с бывшей основой на р: дочь

Начиная с наидревнейших времен, в древнерусском языке у большинства имён существительных имелась форма звательного падежа, использовавшаяся при обращении к объекту. Отличалась от именительного падежа только в единственном числе, во множественном числе же совпадала. На протяжении истории древнерусского языка тенденция частичной утраты звательного падежа и замены его именительным падежом намечается довольно рано и отражается уже в Остромировом евангелии.
В склонении древнерусских существительных мужского рода не было разделения на одушевлённые и неодушевлённые и оба склонялись одинаково: винительный падеж совпадал с именительным (то есть чьловѣкъ видить конь).

#### Местоимение
Система местоимений в древнерусском языке, будучи унаследована из праславянского языка, на начальных этапах была скудной и в дальнейшем активно развивалась.

##### Личные местоимения
Подобно праиндоевропейскому, специального личного местоимения 3-го лица в древнерусском языке не было. Функцию указания на 3 лицо выполняли неличные, указательные местоимения и, ꙗ, ѥ (для мужского, женского и среднего родов соответственно), см.ниже. Возвратное местоимение не имело формы им.п. ед.ч., а также форм дв.ч. и мн.ч. Склонение личных и возвратных местоимений осуществлялось по указанным правилам:
|       | ед.ч.    | ед.ч.    | ед.ч. | ед.ч.    | дв.ч  | дв.ч    | дв.ч  | дв.ч   | мн.ч     | мн.ч     | мн.ч  | мн.ч   |
|       | 1-е л    | 2-е л    | 3-е л | возвр.   | 1-е л | 2-е л   | 3-е л | возвр. | 1-е л    | 2-е л    | 3-е л | возвр. |
| ----- | -------- | -------- | ----- | -------- | ----- | ------- | ----- | ------ | -------- | -------- | ----- | ------ |
| им.п. | ꙗзъ      | ты       | -     | -        | вѣ    | вы, *ва | -     | -      | мы       | вы       | -     | -      |
| рд.п. | мене     | тебе     | -     | себе     | наѭ   | ваѭ     | -     | -      | насъ     | васъ     | -     | -      |
| дт.п. | мънѣ, ми | тобѣ, ти | -     | собѣ, си | нама  | вама    | -     | -      | намъ, ны | вамъ, вы | -     | -      |
| вн.п. | мене, мѧ | тебе, тѧ | -     | себе, сѧ | на    | ва      | -     | -      | насъ, ны | васъ, вы | -     | -      |
| тв.п. | мъноѭ    | тобоѭ    | -     | собоѭ    | нама  | вама    | -     | -      | нами     | вами     | -     | -      |
| мс.п. | мънѣ     | тобѣ     | -     | собѣ     | наѭ   | ваѭ     | -     | -      | насъ     | васъ     | -     | -      |

Краткие формы личных местоимений в дт.п и вн.п. могли употребляться без ударений, а также примыкать к предшествующим словам. В дальнейшем форма сѧ превратилась в возвратную частицу -ся. В северном диалекте древнерусского языка, из которого возник современный русский, окончание -е в рд.п и вн.п в ед.ч. было вытеснено окончанием -ѧ > -я как под влиянием кратких форм вн.п, так и вследствие перехода конечного ударного -е в -я (ср.: кроме — окромя, после — опосля). Падежные формы тобѣ, собѣ были вытеснены формами тебѣ, себѣ заимствованными из старославянского, но сохранились в ряде диалектов.
Личное местоимение 3-го лица возникло из неличных: форма им.п. происходит от местоимения онъ (-а, -о), формы косвенных падежей — от местоимения и (ꙗ, ѥ) (см. склонение наличных местоимений ниже). Следы этого процесса сохраняются во всех потомках древнерусского языка до сих пор: личное местоимение 3-го лица имеет окончание неличных местоимений; изменяется по родам; может относиться как к одушевлённым, так и к неодушевлённым предметам. Первоначальные формы вн.п. ед.ч. и мн.ч. указательного местоимения и (ꙗ, ѥ) были утрачены в силу своей невыразительности и заменены формами рд.п. соответствующего числа, однако форма вин.п. ж.р. ед.ч. ю (ню) может быть изредка встречена в северорусских диалектах.

##### Неличные местоимения
Система неличных местоимений в древнерусском языке проходила наиболее бурное развитие. На начальном этапе наиболее обширной была группа простых указательных местоимений:
- и (< *jь), ꙗ, ѥ — древнейшие, унаследованные из праславянского языка. Уже на ранних этапах развития древнерусского языка эти местоимения стали сливаться с другими указательными местоимениями и служебными словами и быстро вышли из использования. Соединение данных местоимений с прочими указательными придавало последним оттенок конкретики, однако с падением первых краткая и полная формы стали различаться по смыслу и в дальнейшем прошли различное развитие;
- сь (-е, -и), сии (-ꙗ, -ѥ) — о предметах, близких к говорящему, но удалённых от собеседника. Краткие формы сь (-е, -и) полностью утратились к XIII в.; полные формы были вытеснены местоимением этътъ (э + удвоенное тъ) и в современном русском языке считаются архаизмами (сей, сия, сии);
- тъ (-а, -о), тъи (-ꙗ, -ѥ) — о предметах, удалённых от говорящего, но близких к собеседнику. «У кого тъ лежалъ товаръ» (Русская Правда). Впоследствии форма тъ стала употребляться в удвоенном варианте (тътъ >тот), тогда как формы та и то сохранились неизменными. Полные формы были вытеснены из широкого употребления краткими к XIII в. и в современном русском языке сохранились только некоторых в диалектах (той, тый, тая);
- онъ (-а, -о), оныи (-ꙗ, -ѥ) — о наиболее удалённых предметах, а также о предметах, известных из предыдущего контекста. Полные формы пали к XIII в. и в современном русском языке считаются архаизмами с последним указанным значением (оный, оная, оные). Краткие формы с XIII века стали употребляться так же как личные местоимения 3-го лица. Функциональная разница уточнялась ударением: при употреблении в личном значении ударение падало на последний слог, в значении указательного — на первый;
- овъ (-а, -о), овии (-ꙗ, -ѥ). Использовались при перечислении в значении «один (-а, -о) из…». «И побѣгоща печенеги разно, и не вѣдяхуся, камо бежати, и овии бѣгающе тоняху в Сѣтомли, инѣ же в инѣхъ рѣкахъ…» Полностью пали к XIII веку.

Все прочие группы неличных местоимений возникли как результат слияния или простых указательных местоимений со служебными словами, или двух служебных слов. Те из неличных местоимений, что произошли от слияния простых указательных со служебными словами, так же существовали в двух (полная и неполная) формах:
- указательные:
  - такъ (-а, -о), такыи (-ꙗ, -ѥ) — совр. такой (-ая, -ие); таковъ (-а, -о), таковыи (-ꙗ, -ѥ) — совр. таков (-а, -ы), таковой (-ая, -ые);
  - толикъ (совр. «столько»);
- притяжательные: мои (-ꙗ, -ѥ), нашъ (-а, -е) (для 1-го лица в ед.ч. и мн.ч.); твои (-ꙗ, -ѥ) и вашъ (-ꙗ, -ѥ) (для 2-го лица в ед.ч. и мн.ч.); свои (-ꙗ, -ѥ) (возвратные);
- определительные: вьсь (-ꙗ, -ѥ); вьсѧкии (-ꙗ, -ѥ), вьсѧкъ (-а, -о); вьсѧческии (-ꙗ, -ѥ), вьсѧкыи (-а, -о); сиць (-а, -е); гакъ (-а, -о); самии (-ꙗ, -ѥ), самъ (-а, -о); мъногии (-ꙗ, -ѥ), мъногъ (-а, -о); кажьдыи (-ꙗ, -ѥ), дроугыи (-ꙗ, -ѥ);
- относительные: иже (ꙗже, ѥже). Получено сложением склоняемого местоимения и (ꙗ, ѥ) с же. Соответствовало по значению совр. «который (я, е)»: «Блаженъ мужъ, иже не иде на советъ нечестивыхъ и на пути грешныхъ не ста…» Сперва были утрачены формы косвенных падежей, полностью из употребления вышло к XIII веку, в современном языке является архаизмом: «бандинты, хулиганы и иже с ними»;
- вопросительно-относительные:
  - къто(же), чьто(же). Не имели форм двойственного и множественного числа. Основа чь- рассматривалась как мягкий вариант основы къ- (*ki > чь), см. склонения неличных местоимений ниже. Слово же в данном случае служило для образования относительных местоимений;
  - кои (-ꙗ, -ѥ), чии (-ꙗ, -ѥ); каковъ (-а, -о), каковыи (-ꙗ, -ѥ); какыи (-ꙗ, -ѥ); которыи (-ꙗ, -ѥ);
  - коликъ (совр. «сколько»);
- неопределенные:
  - ранние формы, образованные от простых указательных местоимений: инъ (-а, -о), инии (-ꙗ, -ѥ) — совр. «иной»; ѥтеръ (-а, -о), ѥтерии (-ꙗ, -ѥ) — совр. «некий»; которыи (-ꙗ, -ѥ) — совр. «какой-нибудь»;
  - поздние формы, образованные от прочих неличных местоимений:
    - приставкой нѣ-: нѣкъто, нѣчьто, нѣкъторыи (-ꙗ, -ѥ), нѣколикъ (-а, -о);
    - постпозитивно употреблённым местоимением тъ: къто тъ > кто-то, чии тъ > чьи-то;
    - местоимения коѣ, употреблённого приставочно: коѣ къто > кое-кто, коѣ чъто > кое-что;
    - постпозитивно употреблённого сочетания служебных слов «ни + буди»: къто ни буди > кто-нибудь;
    - постпозитивно употреблённого сочетания служебных слов «ли + бо»: къто ли бо > кто-либо;
- отрицательные: образовывались добавлением отрицательной приставки ни- к вопросительным местоимениям: никъто(же), ничьто(же), никакыи (-ꙗ, -ѥ), никыи (-ꙗ, -ѥ), ничии (-ꙗ, -ѥ), никоторыи (-ꙗ, -ѥ);
- количественные: селикъ, геликъ[источник не указан 916 дней].

Склонение неличных местоимений осуществлялось в зависимости от твёрдости-мягкости конечного согласного основы.
|       | Твёрдый вариант («тъ») | Твёрдый вариант («тъ») | Твёрдый вариант («тъ») | Твёрдый вариант («тъ») | Твёрдый вариант («тъ») | Твёрдый вариант («тъ») | Твёрдый вариант («тъ») | Твёрдый вариант («тъ») | Твёрдый вариант («тъ») | Мягкий вариант («jь») | Мягкий вариант («jь») | Мягкий вариант («jь») | Мягкий вариант («jь») | Мягкий вариант («jь») | Мягкий вариант («jь») | Мягкий вариант («jь») | Мягкий вариант («jь») | Мягкий вариант («jь») |
|       | ед.ч.                  | ед.ч.                  | ед.ч.                  | дв.ч                   | дв.ч                   | дв.ч                   | мн.ч                   | мн.ч                   | мн.ч                   | ед.ч.                 | ед.ч.                 | ед.ч.                 | дв.ч                  | дв.ч                  | дв.ч                  | мн.ч                  | мн.ч                  | мн.ч                  |
|       | м.р.                   | ср.р.                  | ж.р.                   | м.р.                   | ср.р.                  | ж.р.                   | м.р.                   | ср.р.                  | ж.р.                   | м.р.                  | ср.р.                 | ж.р.                  | м.р.                  | ср.р.                 | ж.р.                  | м.р.                  | ср.р.                 | ж.р.                  |
| ----- | ---------------------- | ---------------------- | ---------------------- | ---------------------- | ---------------------- | ---------------------- | ---------------------- | ---------------------- | ---------------------- | --------------------- | --------------------- | --------------------- | --------------------- | --------------------- | --------------------- | --------------------- | --------------------- | --------------------- |
| им.п. | тъ                     | то                     | та                     | та                     | тѣ                     | тѣ                     | ти                     | та                     | ты                     | jь                    | je                    | jа                    | jа                    | jи                    | jи                    | jи                    | jа                    | jѣ                    |
| рд.п. | того                   | того                   | тоѣ                    | тою                    | тою                    | тою                    | тѣхъ                   | тѣхъ                   | тѣхъ                   | jего / jого           | jего / jого           | jеѣ                   | jею                   | jею                   | jею                   | jихъ                  | jихъ                  | jихъ                  |
| дт.п. | тому                   | тому                   | тои                    | тѣма                   | тѣма                   | тѣма                   | тѣмъ                   | тѣмъ                   | тѣмъ                   | jему / jому           | jему / jому           | jеи                   | jима                  | jима                  | jима                  | jимъ                  | jимъ                  | jимъ                  |
| вн.п. | тъ, того               | то                     | тъ > ту                | та                     | тѣ                     | тѣ                     | ты                     | та                     | ты                     | jь, jего              | jе                    | jѫ > jу               | jа                    | jи                    | jи                    | jѣ                    | jа                    | jѣ                    |
| тв.п. | тѣмь > тѣмъ            | тѣмь > тѣмъ            | тоѭ > тою              | тѣма                   | тѣма                   | тѣма                   | тѣми                   | тѣми                   | тѣми                   | jимь > jимъ           | jимь > jимъ           | jеѭ > jею             | jима                  | jима                  | jима                  | jими                  | jими                  | jими                  |
| мс.п. | томь > томъ            | томь > томъ            | тои                    | тою                    | тою                    | тою                    | тѣхъ                   | тѣхъ                   | тѣхъ                   | jемь > jeмъ           | jемь > jeмъ           | jеи                   | jею                   | jею                   | jею                   | jихъ                  | jихъ                  | jихъ                  |

Указательные местоимения древнерусского языка, обозначавшие близость к собеседнику, заслуживают отдельного упоминания: существовали препозитивные тот (той), та, то и постпозитивные указательные местоимения -тъ (-отъ), -та, -то, восходящие к общеславянскому указательному местоимению *tъ. Среди исследователей нет единого мнения относительно языкового статуса -тъ. Учёные считают, что препозитивное употребление служило указательной, дейктической функцией, постпозитивное — анафорической функцией (отсылки к уже указанному, известному), однако, как и в старославянском, никогда не обладало функцией определённого артикля, поскольку последовательности, регулярности в выражении артиклем значения определённости не наблюдается. Однако постепенно, к XVII в., в постпозитивной позиции у местоимения начала складываться функция определённого артикля (о чём можно судить по языку сочинений Аввакума и былинам), однако в дальнейшем развитии язык ушёл с этого пути (в отличие от современного болгарского), хотя в определённой степени эта частица и до сих пор используется в северно-великорусских говорах, в современной русской разговорной речи.

#### Прилагательное
В древнерусском языке прилагательные изменялись по родам, числам и падежам. Имели три степени сравнения — положительную, сравнительную и превосходную. По окончаниям бывали двух видов — именные (нечленные, краткие) и местоименные (членные, полные). По значению и грамматическим признакам прилагательные разделялись на качественные (новъ, тихъ), относительные (дръвянъ, каменъ) и притяжательные (отрочь, Боꙗнь, Мьстишинь).
Специальной формы зв.п. древнерусские прилагательные обычно не имели, поэтому при существительном в зв.п. принимали форму им.п: Яръ туре Всеволоде, стоиши ли на борони (Слово о полку Игореве); дѣво прѣчистая, неискусна браку (Повесть временных лет).

##### Положительная степень: краткое прилагательное
В древнерусском языке краткие прилагательные употреблялись и как определения (мъногамъ душамъ — Остромирово Евангелие), и как части составного сказуемого (наши кънѧзи добри суть — Лаврентьевская летопись).
Формы числа и падежа кратких прилагательных зависели от рода. В мужском роде склонение осуществлялось по типу м.р. 2-го скл.: тихъ — как годъ (основа на твёрдый согласный), Боꙗнь — как конь (основа на мягкий согласный). В среднем роде — по типу ср.р. 2-го скл.: тихо — как окъно (основа на твёрдый согласный), Боꙗне — как море (основа на мягкий согласный). В женском роде — по типу ж.р. 1-го скл.: тиха — как рыба (основа на твёрдый согласный), Боꙗнꙗ — как долꙗ (основа на мягкий согласный).
Лишь со временем краткие непритяжательные прилагательные перестали употребляться в роли определений, уступив эту функцию полным прилагательным. Поскольку же в составе сказуемого прилагательные фигурировали в форме им.п., со временем она перестала изменяться и сохранилась в виде застывших выражений (на босу ногу, по булу свету, средь бела дня, во чисто поле). Эти формы нередки и у поэтов XIX в. Так, у Пушкина они встречаются довольно часто: «В долгу ночь на ветке дремлет», «В тёплый край за сине море улетает до весны». В ходе общей утраты различий по родам во мн.ч. краткие прилагательные сохранили -ы после твёрдых (стары) и -и (сини) после мягких согласных. Притяжательные краткие прилагательные (отрочь, Боянь) перестали употребляться к XVII веку.

##### Положительная степень: полное прилагательное
В древнерусском языке полные прилагательные склонялись в зависимости от рода и твёрдости-мягкости конечного согласного основы.
|       | ед.ч.                                                | ед.ч.                                                | ед.ч.                | дв.ч.                             | дв.ч.                             | дв.ч.                             | мн.ч.                             | мн.ч.                             | мн.ч.                             |
|       | м.р.                                                 | ср.р.                                                | ж.р.                 | м.р.                              | ср.р.                             | ж.р.                              | м.р.                              | ср.р.                             | ж.р.                              |
| ----- | ---------------------------------------------------- | ---------------------------------------------------- | -------------------- | --------------------------------- | --------------------------------- | --------------------------------- | --------------------------------- | --------------------------------- | --------------------------------- |
| им.п. | старыи синии                                         | староѥ синеѥ                                         | стараꙗ синꙗꙗ         | стараꙗ синꙗꙗ                      | старѣи синии                      | старѣи синии                      | старии синии                      | стараꙗ синꙗꙗ                      | старыѣ синѣѣ                      |
| рд.п. | старого синего                                       | старого синего                                       | староѣ, старыѣ синеѣ | старѫѭ синѭѭ                      | старѫѭ синѭѭ                      | старѫѭ синѭѭ                      | старыхъ, старыихъ синихъ, синиихъ | старыхъ, старыихъ синихъ, синиихъ | старыхъ, старыихъ синихъ, синиихъ |
| дт.п. | старому синему                                       | старому синему                                       | старои, старѣи синеи | старыма, старыима синима, синиима | старыма, старыима синима, синиима | старыма, старыима синима, синиима | старымъ, старыимъ синимъ, синиимъ | старымъ, старыимъ синимъ, синиимъ | старымъ, старыимъ синимъ, синиимъ |
| вн.п. | старыи, старого синеи, синего                        | староѥ синеѥ                                         | старѫѭ синѭѭ         | стараꙗ синꙗꙗ                      | старѣи синии                      | старѣи синии                      | старыѣ синѣѣ                      | стараꙗ синꙗꙗ                      | старыѣ синѣѣ                      |
| тв.п. | старымь, старыимь синимь, синиимь                    | старымь, старыимь синимь, синиимь                    | староѭ синеѭ         | старыма, старыима синима, синиима | старыма, старыима синима, синиима | старыма, старыима синима, синиима | старыми, старыими синими, синиими | старыми, старыими синими, синиими | старыми, старыими синими, синиими |
| мс.п. | старомь > старомъ, старѣмь > старѣмъ синемь > синемъ | старомь > старомъ, старѣмь > старѣмъ синемь > синемъ | старои, старѣи синеи | старѫѭ синѭѭ                      | старѫѭ синѭѭ                      | старѫѭ синѭѭ                      | старыхъ, старыихъ синихъ, синиихъ | старыхъ, старыихъ синихъ, синиихъ | старыхъ, старыихъ синихъ, синиихъ |

Подобно неличным местоимениям, в дв.ч и мн.ч. полные прилагательные сохраняли родовые различия лишь в формах им.п. и вн.п.; родовые различия в других формах были утрачены.
Появление полных прилагательных восходит к этапу общеславянского языкового единства. В указанный период неличные указательные местоимения и (<*jъ), ꙗ, ѥ в ряде случаев выполняли функцию артиклей (ср. нем. der, die, das или фр. le, la, les). Находясь после краткого прилагательного, подчинённого существительному, указанные местоимения стали сливаться с окончаниями предшествующих кратких прилагательных, порождая полные. Например: холодна ꙗ вода > холоднаꙗ вода; добрымъ jимъ молодцемъ > добрыjимъ молодцемъ > добрыимъ молодцем > добрымъ молодцемъ. Форма неполного прилагательного при этом указывала на неопределённое состояние существительного, тогда как форма полного прилагательного — на определённое состояние существительного: умна сестра — абстрактная сестра; умнаꙗ сестра — конкретная сестра. Нестяжные варианты окончаний (-ыи-, -ии-) полных прилагательных перестали употребляться как архаичные.
Древнерусскому, как и другим древним славянским языкам, было свойственно такое слияние прилагательного с указательным местоимением, однако тут получившиеся в результате местоименные прилагательные закрепились как самостоятельная категория прилагательных (в отличие от, например, болгарского языка), но в то же время не вытеснили именные, «краткие» формы, как в польском языке, а сосуществовали с ними.
Местоименные прилагательные принято называть также членными, поскольку в определённый момент развития языка указательное местоимение, по-видимому, выполняло функцию, подобную функции определённого члена или артикля современных западноевропейских языков, однако у подобной точки зрения существует много противников.

##### Сравнительная степень
Вышеописанные формы кратких и полных прилагательных рассматривались в положительной степени. От основы положительной степени могли образовываться сравнительная и превосходная — как для краткого, так и для полного прилагательного.
Сравнительная степень в общем случае (кроме им.п. ед.ч. мр., ср.р.) образовывалась при помощи суффикса -ѣиш- (возникло из -ejĭsj-) или -ьш- (возникло из -jĭsj-). Суффикс прибавлялся непосредственно к основе, все уже имеющиеся суффиксы опускались: тънъкъ — тъньше, далькъ — дальше. В им.п. ед.ч. у прилагательных м.р. сравнительная степень образовывалась суффиксами -ѣи- (вместо -ѣиш-) или -ьи-/-ии- (вместо -ьш-), н.р.: новѣи, хужьи / хужии. Суффиксальное -ш- отсутствовало исключительно в силу закона открытого слога. В им.п. ед.ч. у прилагательных ср.р. сравнительная степень образовывалась суффиксами -ѣе-, -е-, н.р.: новѣе, хуже. К основам сравнительной степени прилагательных добавлялись окончания, соответствующие положительной степени на мягкий согласный (так как -ш- был мягким).
Исключения из указанного правила строго обоснованы:
1. Краткие прилагательные м.р. и ср.р. в сравнительной степени ед.ч. им.п. не имели окончаний. Их формы вн.п. могла совпадать с формой им.п.
2. Краткие прилагательные ж.р. в сравнительной степени ед.ч. им.п. имели окончание -и (н.р., синьши), но не -ꙗ- (ср. синꙗꙗ) по аналогии с формой существительных в ед.ч. им.п. рабыни, кънѧгыни.
3. Краткие прилагательные м.р. в сравнительной степени мн.ч. им.п. имели окончание -е (н.р., старьше), но не -и по аналогии с сущ. м.р. 5-го типа склонения.
4. Вследствие перечисленных особенностей наблюдались расхождения окончаний и кратких, и полных прилагательных в формах им.п. ед.ч. и им.п. мн.ч.. Н.р.: стар-аꙗ (пол.ст., ж.р) — но стар-ѣиш-иꙗ (срав.ст., ж.р.); стар-ыи (пол.ст., м.р) — но стар-ѣи (срав.ст., м.р.). Окончания сравнительной степени уподобились окончаниям положительной степени лишь со временем.

|       | ед.ч.                                | ед.ч.                      | ед.ч.                         | дв.ч.                           | дв.ч.                                  | дв.ч.                                  | мн.ч.                           | мн.ч.                           | мн.ч.                           |
|       | м.р.                                 | ср.р.                      | ж.р.                          | м.р.                            | ср.р.                                  | ж.р.                                   | м.р.                            | ср.р.                           | ж.р.                            |
| ----- | ------------------------------------ | -------------------------- | ----------------------------- | ------------------------------- | -------------------------------------- | -------------------------------------- | ------------------------------- | ------------------------------- | ------------------------------- |
| им.п. | нов-ѣи, хуж-ии (-ьи) нов-ѣиш-ии      | нов-ѣе, хуж-е нов-ѣиш-     | нов-ѣиш-и, хужыи-и нов-ѣиш-иꙗ | нов-ѣиш-а (-ꙗ) нов-ѣиш-аꙗ (-ꙗꙗ) | нов-ѣиш-и нов-ѣиш-ии                   | нов-ѣиш-и нов-ѣиш-ии                   | нов-ѣиш-е нов-ѣиш-еи            | нов-ѣиш-а (-ꙗ) нов-ѣиш-аꙗ (-ꙗꙗ) | нов-ѣиш-ѣ нов-ѣиш-ѣѣ            |
| рд.п. | нов-ѣиш-а (-ꙗ) нов-ѣиш-его           | нов-ѣиш-а (-ꙗ) нов-ѣиш-его | нов-ѣиш-ѣ нов-ѣиш-еѣ          | нов-ѣиш-ѭ (-ѫ) нов-ѣиш-ѭѭ (-ѫѭ) | нов-ѣиш-ѭ (-ѫ) нов-ѣиш-ѭѭ (-ѫѭ)        | нов-ѣиш-ѭ (-ѫ) нов-ѣиш-ѭѭ (-ѫѭ)        | нов-ѣиш-ь нов-ѣиш-ихъ (-иихъ)   | нов-ѣиш-ь нов-ѣиш-ихъ (-иихъ)   | нов-ѣиш-ь нов-ѣиш-ихъ (-иихъ)   |
| дт.п. | нов-ѣиш-ѭ (-ѫ) нов-ѣиш-ему           | нов-ѣиш-ѭ (-ѫ) нов-ѣиш-ему | нов-ѣиш-и нов-ѣиш-еи          | нов-ѣиш-ема нов-ѣиш-има (-иима) | нов-ѣиш-ема (-ꙗма) нов-ѣиш-има (-иима) | нов-ѣиш-ема (-ꙗма) нов-ѣиш-има (-иима) | нов-ѣиш-емъ нов-ѣиш-имъ (-иимъ) | нов-ѣиш-емъ нов-ѣиш-имъ (-иимъ) | нов-ѣиш-амъ нов-ѣиш-имъ (-иимъ) |
| вн.п. | нов-ѣиш-ь (-а, -ꙗ) нов-ѣиш-ии (-его) | нов-ѣиш-е нов-ѣиш-ее       | нов-ѣиш-ѭ нов-ѣиш-ѭ           | нов-ѣиш-а (-ꙗ) нов-ѣиш-аꙗ (-ꙗꙗ) | нов-ѣиш-и нов-ѣиш-ии                   | нов-ѣиш-и нов-ѣиш-ии                   | нов-ѣиш-ѣ нов-ѣиш-              | нов-ѣиш- нов-ѣиш-               | нов-ѣиш-ѣ нов-ѣиш-ѣѣ            |
| тв.п. | нов-ѣиш-ьмь нов-ѣиш-имь              | нов-ѣиш-ьмь нов-ѣиш-имь    | нов-ѣиш-еѭ нов-ѣиш-еѭ         | нов-ѣиш-ема нов-ѣиш-има (-иима) | нов-ѣиш-ема (-ꙗма) нов-ѣиш-има (-иима) | нов-ѣиш-ема (-ꙗма) нов-ѣиш-има (-иима) | нов-ѣиш-и нов-ѣиш-ими (-иими)   | нов-ѣиш-и нов-ѣиш-ими (-иими)   | нов-ѣиш-ами нов-ѣиш-ими (-иими) |
| мс.п. | нов-ѣиш-и нов-ѣиш-емь                | нов-ѣиш-и нов-ѣиш-емь      | нов-ѣиш-и нов-ѣиш-еи          | нов-ѣиш-ѭ (-ѫ) нов-ѣиш-ѭѭ (-ѫѭ) | нов-ѣиш-ѭ (-ѫ) нов-ѣиш-ѭѭ (-ѫѭ)        | нов-ѣиш-ѭ (-ѫ) нов-ѣиш-ѭѭ (-ѫѭ)        | нов-ѣиш-ихъ нов-ѣиш-ихъ (-иихъ) | нов-ѣиш-ихъ нов-ѣиш-ихъ (-иихъ) | нов-ѣиш-ахъ нов-ѣиш-ихъ (-иихъ) |

##### Превосходная степень
В древнерусском языке данная степень прилагательного образовывалась от положительной или сравнительной различными способами. В устной речи преобладало добавление специальных служебных слов (н.р., вельми): бысть вода велика вельми (Синодальный список Новгородской I летописи). В книжной речи использовались приставки: наи- (наилучьшеи), прѣ- (прѣпростъ).
В поздний период истории древнерусского языка в диалектах, сформировавших русский (великорусский) язык краткие прилагательные в сравнительной степени (подобно кратким прилагательным в положительной степени и по тем же причинам) перестали склоняться и застыли в формах им. п. ед.ч. м.р., ед.ч. ср.р. или мн.ч. м.р.. Полные прилагательные в сравнительной степени были переосмыслены и стали употребляться как формы превосходной степени. В тех диалектах древнерусского языка, из которых развились украинский и белорусский языки, полные формы сравнительной степени не переосмыслялись и потому сохранили прежнее значение.

#### Числительное
Как самостоятельная часть речи числительные в древнерусском языке не существовали. В зависимости от свойств они относились или к существительным, или к прилагательным.
Порядковые числительные и по формам, и по употреблению являлись прилагательными: пьрва, сема, шесто — краткие формы; пьрвыи, седмаꙗ, състое — полные формы.
Количественные числительные со значениями 1, 2, 3, 4 были близки кратким прилагательным и потому согласовывались в роде, числе и падеже с тем существительным, к которому относились.
1. Числительное с этим значением могло употребляться только с существительным в ед.ч., само не имело дв.ч. и мн.ч.; изменялось по родам и падежам как местоимение тъ (-а, -о).
2. Числительное с этим значением могло употребляться только с существительными в дв.ч., само не имело ед.ч. и мн.ч; то же относилось к словам оба, обѣ. Склонение их подчинялось правилу: им.п, вн.п.: для м.р. — дъва, для ср.р. и ж.р. — дъвѣ; для рд. и мс.п в любом роде — дъвѫ или двоѭ; для дт.п и тв.п в любом роде — дъвома или дъвѣма.
3. Числительное с этим значением осознавалось как форма множественного числа, вследствие чего склонялось как сущ. 4-го типа склонения во мн.ч.; будучи взято в форме им.п., оно давало формы трие или трье (для м.р.) или три (для ср.р. и ж.р.).
4. Числительное с этим значением так же осознавалось как форма множественного числа, однако изменялось по 5-у типу склонения. Форма им.п. четыре относилась к м.р., четыри — к ж.р..

Все остальные непроизводные от них числительные осознавались как существительные, а потому требовали постановки считаемых предметов в родительный падеж.
- пѧть, шесть, семь, осмь, девѧть осознавались как сущ. ж.р. и склонялись по правилам 4-го типа.
- десѧть осознавалось как сущ. ж.р. и склонялось по правилам 5-го типа.
- сорокъ осознавалось как сущ. м.р. и склонялось по правилам 2-го типа.
- тысѧча и тьма осознавались как сущ. ж.р. и склонялись по правилам 1-го типа.

Все производные числительные (совр. «тринадцать», «сто сорок семь» и пр.) в древнерусском языке составлялись из непроизводных. При этом составляющие их числительные обычно сохраняли самостоятельность и соединялись союзами и, да: дъва десяти и шесть.
- названия числительных с 11 по 19 строились по принципу одинъ на десѧте, то есть «десять и единица сверх». Впоследствии десѧте упростилось до -дцать, и словосочетание слилось в одно слово.
- числа, обозначавшие несколько единиц (десятков, сотен) и половину единицы (десятка, сотни) образовывались по следующему принципу: три и полъ четверта — три с половиной; одинъ и полъ вътора десѧте — пятнадцать. Однако подобные обороты стали упрощать, опуская целые единицы (десятки, сотни), что породило числительные полъ втора — полтора или полъ третьѧ десѧте — двадцать пять.

В позднем древнерусском языке произошли изменения как в системе, так и в форме числительного:
1. Вследствие падения назальных, происходившего в разных диалектах древнерусского языка по-разному, современные его потомки имеют разные произношения одних и тех же числительных: два (рус.) и двi (укр).
2. Все количественные числительные, кроме 1 и 2, утратили родовое осмысление. Падение родовых форм шло в разных диалектах древнерусского по-разному, что дало три, четыре (рус), чотыри (укр.), чатыры (бел.). Родовое различие оба-обе сохранилось только в современном русском языке — ср. обое (укр.), абое (бел.).
3. С утратой двойственного числа числительные два, двѣ, оба, обѣ стали приближаться в числительным, обозначавшим 3, 4, в то же время влияя на них — вновь неодинаково в разных диалектах. Более того, на каждое из этих числительных оказали влияния изменения неличных местоимений. В рд.п. сложились формы рд.п.: двух, трёх, четырёх (рус.); двох, трьох, чотирьох (укр.). В тв.п. сложились формы: двумя, тремя, четырьмя (рус.); двома, трьома, чотирьома (укр.), двума, трыма, чатырма (бел.).
4. Те же числительные в сочетаниях с сущ. им.п. мн.ч. в диалектах, формировавших русский язык, стали употребляться в форме им.п. дв.ч., переосмысленного как рд.п., в то время как в диалектах, формировавших украинский и белорусский — в форме им.п. мн.ч.: два, три, четыре стола (рус.); два, три, чотыри столи (укр.), два, тры, чатыры сталы (бел.). В древнерусском было дъва стола, но трие и четыре столи.
5. Сложные числительные типа три на десяте объединились под одним ударением и слились в одно слово.

#### Глагол
Глагол, как и существительное, обладал двойственным числом, однако оно стало исчезать довольно рано: в берестяных грамотах последние примеры относятся к XIII в. Инфинитив глагола заканчивался на -ти либо -чи; супин заканчивался на -тъ. Возвратная частица -сѧ (или -си) не была приклеена к глаголу, а могла перемещаться в предложении по закону Ваккернагеля. Деепричастие ещё не оформилось как самостоятельная часть речи, но его роль «второстепенного сказуемого» часто выполняли действительные причастия.
В древнерусском языке формы глагола могли входить в систему наклонений (изъявительного, повелительного, условного) или быть внесистемными (инфинитив, супин, причастие). Видовые различия у глаголов имелись, хотя и отличались от современных. Формальные признаки залога имелись только у причастий.

##### Изъявительное наклонение
В изъявительном наклонении глагол имел формы настоящего, будущих и прошедших времён. Функционально данное наклонение в древнерусском языке совпадало с современным.

###### Настоящее время
Древнерусские глаголы делились на 5 классов. Из них 4 класса представляли глаголы, при спряжении которых личные окончания присоединялись к корню не непосредственно, а при помощи так называемой тематической гласной, в силу чего данные классы назывались тематическими. Атематическими же глаголами, принадлежащими к 5 классу, являются те, в которых личные окончания в формах настоящего времени присоединялись непосредственно к корню. К тому же личные окончания нетематических глаголов иногда не совпадали с окончаниями тематических.
Классы I—III, составившие основу современного первого спряжения, характеризуются тематическим гласным -е-, исторически чередовавшимся в 3 л. мн.ч с -о-, давшим -у- при слиянии с окончанием *-nti: *nes-o-nti > несѫть.
1. Класс I не осложнялся согласным при спряжении.
2. Класс II осложнялся при спряжении согласным -н-.
3. Класс III осложнялся при спряжении согласным -j-. Если корень оканчивался на согласный, под воздействием j он был смягчён, а также имели место чередования в корне с/ш, з/ж.
4. Класс IV, перешедший в современное второе спряжение, характеризовался тематическим гласным -и-. В 3 л. мн.ч. возникал гласный -я-: *l’ub-i-nti > любѧть.
5. Класс V включал только 5 глаголов: быти (ѥсмь), имѣти (имамь), ѣсти (ѣмь), вѣдѣти (вѣмь), дати (дамь).

|        | I класс ити, нести | I класс ити, нести | I класс ити, нести | II класс стати, двинути | II класс стати, двинути | II класс стати, двинути | III класс знати, писати | III класс знати, писати | III класс знати, писати | IV класс велѣти, любити | IV класс велѣти, любити | IV класс велѣти, любити | V класс быти, дати | V класс быти, дати | V класс быти, дати |
| ед. ч. | дв. ч.             | мн. ч.             | ед. ч.             | дв. ч.                  | мн. ч.                  | ед. ч.                  | дв. ч.                  | мн. ч.                  | ед. ч.                  | дв. ч.                  | мн. ч.                  | ед. ч.                  | дв. ч.             | мн. ч.             |                    |
| ------ | ------------------ | ------------------ | ------------------ | ----------------------- | ----------------------- | ----------------------- | ----------------------- | ----------------------- | ----------------------- | ----------------------- | ----------------------- | ----------------------- | ------------------ | ------------------ | ------------------ |
| 1 л.   | ид-ѫ нес-ѫ         | ид-е-вѣ нес-е-вѣ   | ид-е-мъ нес-е-мъ   | ста-н-ѫ дви-н-ѫ         | ста-н-е-вѣ дви-н-е-вѣ   | ста-н-е-мъ дви-н-е-мъ   | зна-ѭ пиш-ѫ             | зна-ѥ-вѣ пиш-е-вѣ       | зна-ѥ-мъ пиш-е-мъ       | вел-ѭ любл-ѭ            | вел-и-вѣ люб-и-вѣ       | вел-и-мъ люб-и-мъ       | ѥс-мь да-мь        | ѥс-вѣ да-вѣ        | ѥс-мъ да-мъ        |
| 2 л.   | ид-е-ши нес-е-ши   | ид-е-та нес-е-та   | ид-е-те нес-е-те   | ста-н-е-ши дви-н-е-ши   | ста-н-е-та дви-н-е-та   | ста-н-е-те дви-н-е-те   | зна-ѥ-ши пиш-е-ши       | зна-ѥ-та пиш-е-та       | зна-ѥ-те пиш-е-те       | вел-и-ши люб-и-ши       | вел-и-та люб-и-та       | вел-и-те люб-и-те       | ѥс-и дас-и         | ѥс-та дас-та       | ѥс-те дас-те       |
| 3 л.   | ид-е-ть нес-е-ть   | ид-е-та нес-е-та   | ид-ѫ-ть нес-ѫ-ть   | ста-н-е-ть дви-н-е-ть   | ста-н-е-та дви-н-е-та   | ста-н-ѫ-ть дви-н-е-ть   | зна-ѥ-ть пиш-е-ть       | зна-ѥ-та пиш-е-та       | зна-ѭ-ть пиш-ѫ-ть       | вел-и-ть люб-и-ть       | вел-и-та люб-и-та       | вел-ѧ-ть люб-ѧ-ть       | ѥс-ть дас-ть       | ѥс-та дас-та       | с-ѫть дад-ѧть      |

Показатели II и III классов -н- и -j- несли в себе видовые свойства:
- показатель [j] III класса, как видно, выражал длительное, ничем не ограниченное действие;
- в группе глаголов II класса глагольный показатель [n] обозначал два различных в видовом отношении способа действия:
  - постепенный переход из одного состояния в другое (вянуть, сохнуть, чахнуть),
  - единичное мгновенное действие (толкнуть, пихнуть, стукнуть).

###### Будущие времена
Простое будущее время по окончаниям совпадало с настоящим временем, поскольку развивалось как переосмысление глаголов, приобретающих совершенный вид. Н.р.: несешь — принесешь; идешь — придешь. Противопоставление в таких парах усиливалось по мере того, как бесприставочный глагол осмыслялся носителем несовершенного вида, а приставочный — совершенного.
Сложное будущее 1-е время образовывалось добавлением вспомогательного глагола почьнѫ, начьнѫ, имѫ, хочѫ к инфинитиву требуемого глагола. Спряжение вспомогательного глагола осуществлялось по правилам настоящего времени. Постепенно приобретало значение несовершенного вида: «аже начнетъ не знати у кого купилъ» (Русская Правда) = «если не будет знать, у кого купил».
Сложное будущее 2-е время образовывалось добавлением вспомогательного глагола бѫдѫ к краткому причастию на -лъ; спряжение осуществлялось по правилам настоящего времени. Употреблялось для обозначения действия, которое должно быть совершено раньше какого-то другого действия: «и будеши отъветъ имелъ, кънѧже, оже ти монастыри разъграбять» (Повесть временных лет) = «и будешь ответ держать, князь, если те монастыри разграбят»; «оже будеть убилъ… тъ тако ему платити» (Русская правда) = «когда убьёт, то так должен будет платить».
|               | Древнерусский язык | Древнерусский язык | Современный русский | Современный русский |
| ------------- | ------------------ | ------------------ | ------------------- | ------------------- |
| Время         | Сложное будущее    | Преждебудущее      | Будущее сложное     | Будущее простое     |
|               | единств. число     |                    |                     |                     |
| 1л. (ꙗзъ)     | имамь купити       | буду купилъ        | буду покупать       | куплю               |
| 2л. (ты)      | имаши купити       | будеши купилъ      | будешь покупать     | купишь              |
| 3л. (и, ꙗ, є) | имать купити       | будеть купилъ      | будет покупать      | купитъ              |
|               | двойств. число     |                    |                     |                     |
| 1л. (вѣ)      | имавѣ купити       | будевѣ купила      | —                   | —                   |
| 2л. (ва)      | имата купити       | будета купила      | —                   | —                   |
| 3л. (ꙗ, и, и) | имата купити       | будета купила      | —                   | —                   |
|               | множеств. число    |                    |                     |                     |
| 1л. (мы)      | имамъ купити       | будемъ купили      | будем покупать      | купимъ              |
| 2л. (вы)      | имате купити       | будете купили      | будете покупать     | купите              |
| 3л. (и, ꙗ, ꙗ) | имуть купити       | будуть купили      | будут покупать      | купят               |

###### Прошедшие времена
Древнерусский язык отличался развитой системой прошедших времён. Всего насчитывалось четыре прошедших времени: два простых (аорист и имперфект) и два сложных (перфект и три варианта плюсквамперфекта).
|      | Аорист образуется добавлением суффикса -с- или его вариантов -х-, -ш- | Аорист образуется добавлением суффикса -с- или его вариантов -х-, -ш- | Аорист образуется добавлением суффикса -с- или его вариантов -х-, -ш- | Имперфект образуется добавлением суффикса -ѣах- > -ѧх- или его варантов -ѣаш- > -ѧш-(перед е), -ѣас- > -ѧс-(перед т) | Имперфект образуется добавлением суффикса -ѣах- > -ѧх- или его варантов -ѣаш- > -ѧш-(перед е), -ѣас- > -ѧс-(перед т) | Имперфект образуется добавлением суффикса -ѣах- > -ѧх- или его варантов -ѣаш- > -ѧш-(перед е), -ѣас- > -ѧс-(перед т) |
|      | ед. ч.                                                                | дв. ч.                                                                | мн. ч.                                                                | ед. ч. | дв. ч. | мн. ч. |
| ---- | --------------------------------------------------------------------- | --------------------------------------------------------------------- | --------------------------------------------------------------------- | --- | --- | --- |
| 1 л. | зъва-хъ плет-охъ                                                      | зъва-ховѣ плет-о-ховѣ                                                 | зъва-хомъ плет-о-хомъ                                                 | плет-ѧх-ъ | плет-ѧх-овѣ | плет-ѧх-омъ |
| 2 л. | зъва плет-е                                                           | зъва-ста плет-о-ста                                                   | зъва-сте плет-о-сте                                                   | плет-ѧш-е | плет-ѧс-та (-ѧш-ета)                                                                                                 | плет-ѧс-те(-ѧш-ете)                                                                                                  |
| 3 л. | зъва плет-е                                                           | зъва-ста плет-о-ста                                                   | зъва-шѧ плет-о-шѧ                                                     | плет-ѧш-е (-ѧш-еть)                                                                                                  | плет-ѧс-та (-ѧш-ета)                                                                                                 | плет-ѧх-ѫ (-ѧх-ѫть)                                                                                                  |

Аорист первоначально описывал такое действие, которое говорящим не характеризовалось ни по длительности, ни по завершённости, то есть, мыслилось, как неопределённое. Однако в дальнейшем аорист всё чаще стал использоваться для выражения прошедшего действия совершенного вида: «пъридоша ꙗзыци незнаеми… въписахомъ о нихъ» (Синодальный список Новгородской первой летописи) = «пришли народы неизвестные… вписали мы о них». Глагол быти в аористе имел два варианта: бы- и бѣ-, причём в 3-м л. ед.ч. употреблялось вторичное окончание -сть: бысть.
Имперфект первоначально обозначал длительное или повторяющееся (причём не ограниченное по времени) прошедшее действие. Однако в дальнейшем имперфект стал всё чаще использоваться для выражения действия несовершенного вида: «Не хожаше зѧть по невѣсту, но приводѧху вечеръ» (Повесть временных лет) = «не ходил зять за невестой, но её приводили вечером». При образовании имперфекта от инфинитивных основ, оканчивавшихся на -а, -ѣ, последний гласный сливался с суффиксальным -ѧ. В случае, если инфинитивная основа оканчивалась на -и, -ы, -ѫ, а также при наличии вставного гласного ъ > о, ь > е, для образования имперфекта использовалась основа настоящего времени. Н.р.: вари-ти, кры-ти, съхнѫ-ти, коло-ти, умере-ти. Формы на -ѧшете и -ѧшета уже к началу письменного периода были архаичны и в памятниках встречаются редко.
Перфект обозначал прошедшее действие, сохраняющее актуальность на момент высказывания. Образовывался добавлением вспомогательного глагола ѥсмь (в нужном числе и лице) к краткому причастию на -лъ (согласованному с подлежащим в роде, числе и падеже). Н.р.: во фразе «Кънѧже сдумал ѥси на свѧтую Софьѭ» (Синодальный список Новгородской первой летописи) перфектный оборот означает «ты есть тот, который вздумал»; во фразе «ꙗзъ, кънѧзь Андрѣи Василевичь, пожаловалъ ѥсмь» (грамота угличского князя Андрея Большого) перфектный оборот означает «являюсь лицом пожалованным».
Плюсквамперфект обозначал прошедшее действие, совершённое до другого прошедшего действия. Образовывался добавлением вспомогательного глагола быти (в соответствующем числе и лице) в имперфекте, аористе (с основой на бѣ-) или перфекте к основному глаголу в форме причастия на -лъ (в соответствующем роде и числе). Таким способом вспомогательный глагол быти согласовывался по времени с тем глаголом, которому предшествовало описываемое плюсквамперфектом действие. Это и есть три формы плюсквамперфекта. Позднее использование вспомогательного глагола преимущественно в форме перфекта связано с утратой в речи имперфектных и аористных форм — и, соответственно, утратой необходимости согласования вспомогательного глагола с ними. Н.р.: фраза «Том же лѣтѣ ростовци и суздальци выгнаша Леона епископа, зане умножилъ бѧше церкви» (Московский летописный свод) означает «в то лето ростовцы и суздальцы выгнали епископа Леона, так как он умножил число церквей». Фраза «Фрѧзи печальни бывъше… не тако бо бѣ казалъ им цесарь» (Синодальный список Новгородской первой летописи) означает «латиняне были опечалены, ибо не так сказал им цезарь». Фраза «А што былъ ѥси възѧлъ подо мноѭ Ржову, буда со мноѭ не в лѭбви, и ꙗзъ тобѣ перепросилъ» (докончальная грамота тверского князя Бориса) означает «а Ржеву, которую ты у меня отнял, будучи со мной во вражде, я у тебя снова выпросил».

##### Повелительное наклонение
Формы глагольных основ образовывались от 3-го л. мн.ч. н.в. изъявительного наклонения с помощью тематических гласных и личных окончаний. В ед.ч. повелительное наклонение имело только формы 2-го и 3-го лиц, а во мн.ч. — только 1-го и 2-го лиц.
|      | … тематических глаголов с твёрдым гласным на конце основы | … тематических глаголов с твёрдым гласным на конце основы | … тематических глаголов с твёрдым гласным на конце основы | … тематических глаголов с мягким гласным на конце основы | … тематических глаголов с мягким гласным на конце основы | … тематических глаголов с мягким гласным на конце основы | … атематических глаголов | … атематических глаголов | … атематических глаголов |
|      | ед. ч.                                                    | дв. ч.                                                    | мн. ч.                                                    | ед. ч.                                                   | дв. ч.                                                   | мн. ч.                                                   | ед. ч.                   | дв. ч.                   | мн. ч.                   |
| ---- | --------------------------------------------------------- | --------------------------------------------------------- | --------------------------------------------------------- | -------------------------------------------------------- | -------------------------------------------------------- | -------------------------------------------------------- | ------------------------ | ------------------------ | ------------------------ |
| 1 л. | -                                                         | бер-ѣ-вѣ                                                  | бер-ѣ-мъ                                                  | -                                                        | пиш-и-вѣ                                                 | пиш-и-мъ                                                 | -                        | дад-и-вѣ                 | дад-и-мъ                 |
| 2 л. | бер-и                                                     | бер-ѣ-та                                                  | бер-ѣ-те                                                  | пиш-и                                                    | пиш-и-та                                                 | пиш-и-те                                                 | дажь (< *dad-jь)         | дад-и-та                 | дад-и-те                 |
| 3 л. | бер-и                                                     | -                                                         | -                                                         | пиш-и                                                    | -                                                        | -                                                        | дажь (< *dad-jь)         | -                        | -                        |

Как видно, нетематические глаголы отличались от тематических только в ед.ч.; временных различий глаголы в повелительном наклонении не имели. Повелительные формы 3-го л. ед.ч. имели значения пожелания: фраза «а Богъ буди за тѣмь» (Мстиславская грамота) означала «а Бог пусть будет за тем». От атематического глагола ѥсмь формы повелительного наклонения не образовывались.

##### Условное (сослагательное) наклонение
Образовывалось добавлением вспомогательного глагола быти (в аористе) к основному глаголу в форме краткого причастия на -лъ (в соответствующем роде и числе). Обозначало действие, которое могло быть совершено при определённых условиях: фраза «А быхъ не сълала к нему слезъ» (Слово о полку Игореве) означала «а я бы не слала к нему слёз».

##### Ненаклоняемые формы

###### Инфинитив
Обозначал действие безотносительно к чему-либо (наклонению, времени, лицу, т. д.). Образовывался добавлением к основе суффикса -ти: нес-ти, брес-ти. В случае, когда основа оканчивалась на согласный -г или -к, суффикс сливался с ним, образуя -чи: печи < *pektei, стеречи < *steregti. По происхождению инфинитив является формой дт.п. ед.ч. сущ. 4-го типа склонения.

###### Супин
Обозначал цель действия, выраженного другим глаголом. Образовывался добавлением к основе суффикса -ть: нес-ть, брес-ть. По происхождению супин является формой вн.п. ед.ч. сущ. 3-го типа склонения: «идти — куда, зачем?», «просити — что, о чём?» — «идти спать», «просити есть». Н.р.: фраза «Прислаша сѧ ко кънѧзѭ Андреѭ Романъ съ братьѥѭ своѥѭ просѧще Роману Ростиславичѫ Кыѣва кънѧжитъ» (Суздальская летопись) означает «Прибыли к князю Андрею Роман и его братья и просят Киев, чтобы в нём Роману Ростиславичу княжить».

###### Причастная форма
Древнерусские причастия обладали признаками как глаголов (время, залог, вид), так и прилагательных (род, падеж, наличие кратких и полных форм, синтаксическая роль).
|           | нестрадательные | страдательные |
| --------- | --- | --- |
| наст. вр. | От основ тематических глаголов 1-го спряжения - суффиксом -ѫч-: кол'-ѫч-и, нес-ѫч-и; От основ тематических глаголов 2-го спряжения - суффиксом -ѧч-: сѣд-ѧч-и, тѫж-ѧч-и;                                                                          | От основ тематических глаголов 1-го спряжения на твёрдый согласный — суффиксом -ом-: нес-ом-ъ От основ тематических глаголов 1-го спряжения на мягкий согласный — суффиксом -ем-: зна-ем-ъ От основ тематических глаголов 2-го спряжения — суффиксом -им-: люб-им-ъ |
| прош. вр. | От основ, оканчивавшихся на гласный - суффиксом -въш-: коло-въш-и, люби-въш-и; От основ, оканчивавшихся на согласный - суффиксом -ъш-: нес-ъш-и; От любых основ — суффиксом -л (формы косвенных падежей неизвестны): коло-л-а, люби-л-а, нес-л-а; | От любых основ — суффиксом -н- (-ен-), -т-: узна-н-ъ, принес-ен-ъ, съкош-ен-ъ |

Подобно прилагательным и некоторым указательным местоимениям, причастные формы глагола на ранних этапах развития древнерусского языка взаимодействовали с древнейшими указательными местоимениями и (< *jъ), ꙗ, ѥ, что привело в формированию полных и неполных (кратких) форм. Функционально краткая форма причастия (как и краткая форма прилагательного) указывала на определённое состояние подлежащего, тогда как полная — на определённое. Н.р.: узнанъ человѣкъ — узнали абстрактного, неуточнённого человека; *узнанъ jъ человѣкъ > узнаныи человѣкъ — узнали указанного человека; скошена трава — скосили абстрактную, неуточнённую траву; *скошена ꙗ трава > скошенаꙗ трава — скосили указанную траву.
Краткие нестрад.-е прич. наст.вр. м.р. и ср.р. в им.п. ед.ч. с дописьменных времён имели вместо указанных форм суффиксы -а (после твёрдого согласного), -ѧ (после мягкого согласного): веза/везя — везущий, везущее. Краткие нестрад.-е прич. наст.вр. м.р. и ср.р. в им.п. ед.ч. с дописьменных времён окончаний не имели, а потому вследствие действия закона открытого слога утратили конечный суффиксальный согласный: коловъ — коловший, коловшее; везъ — вёзший, вёзшее. Краткие нестрад.-е прич. ж.р. с основой не на суффиксальный -л- в им.п. ед.ч. имели окончание -и, а м.р. в им.п. ед.ч. — окончание -е. Данная схема совпадает с прилагательными в сравнительной степени. У кратких причастий на -л- были окончания прилагательных положительной степени.
Указанные особенности кратких форм нестрад.-х причастий м.р., ср.р. и ж.р. в им.п. ед.ч. отражались и на их полных формах. Однако очень рано окончания причастий стали уподобляться окончаниям полных прилагательных в положительной степени, а основы причастий м.р. и ср.р. в им.п. ед.ч. — основам других падежей. Н.р.: от основе «бьра» формируются инфинитив — бьрати; формы кратких причастий — бера, берѧ, бьравъ; формы полных причастий — бераи, берѧи, бьравыи и так же берѫчии, бравшии.
|       | ед.ч.                                                     | ед.ч.                                            | ед.ч.                                       | дв.ч.                                             | дв.ч.                                           | дв.ч.                                   | мн.ч.                                           | мн.ч.                                             | мн.ч.                                                         |
|       | м.р.                                                      | ср.р.                                            | ж.р.                                        | м.р.                                              | ср.р.                                           | ж.р.                                    | м.р.                                            | ср.р.                                             | ж.р.                                                          |
| ----- | --------------------------------------------------------- | ------------------------------------------------ | ------------------------------------------- | ------------------------------------------------- | ----------------------------------------------- | --------------------------------------- | ----------------------------------------------- | ------------------------------------------------- | ------------------------------------------------------------- |
| им.п. | плет-а (>ꙗ) плет-ъ плет-ом-ъ плет-ен-ъ                    | плет-а (>ꙗ) плет-ъ плет-ом-о плет-ен-о           | плет-ѫч-и плет-ъш-и плет-ом-а плет-ен-а     | плет-ѫч-а (>ꙗ) плет-ъш-а (>ꙗ) плет-ом-а плет-ен-а | плет-ѫч-и плет-ъш-и плет-ом-ѣ плет-ен-ѣ         | плет-ѫч-и плет-ъш-и плет-ом-ѣ плет-ен-ѣ | плет-ѫч-е плет-ъш-е плет-ом-и плет-ен-и         | плет-ѫч-а (>ꙗ) плет-ъш-а (>ꙗ) плет-ом-а плет-ен-а | плет-ѫч-ѣ плет-ъш-ѣ плет-ом-ы плет-ен-ы                       |
| рд.п. | плет-ѫч-а (>ꙗ) плет-ъ-а (>ꙗ) плет-ом-а плет-ен-а          | плет-ѫч-а (>ꙗ) плет-ъ-а (>ꙗ) плет-ом-а плет-ен-а | плет-ѫч-ѣ плет-ъш-ѣ плет-ом-ы плет-ен-ы     | плет-ѫч-ѭ плет-ъш-ѭ плет-ом-ѫ плет-ен-ѫ           | плет-ѫч-ѭ плет-ъш-ѭ плет-ом-ѫ плет-ен-ѫ         | плет-ѫч-ѭ плет-ъш-ѭ плет-ом-ѫ плет-ен-ѫ | плет-ѫч-ь плет-ъш-ь плет-ом-ъ плет-ен-ъ         | плет-ѫч-ь плет-ъш-ь плет-ом-ъ плет-ен-ъ           | плет-ѫч-ь плет-ъш-ь плет-ом-ъ плет-ен-ъ                       |
| дт.п. | плет-ѫч-ѭ плет-ъш-ѭ плет-ом-ѫ плет-ен-ѫ                   | плет-ѫч-ѭ плет-ъш-ѭ плет-ом-ѫ плет-ен-ѫ          | плет-ѫч-и плет-ъш-и плет-ом-ѣ плет-ен-ѣ     | плет-ѫч-ема плет-ъш-ема плет-ом-ома плет-ен-ома   | плет-ѫч-ема плет-ъш-ема плет-ом-ома плет-ен-ома | плет-ѫч- плет-ъш- плет-ом- плет-ен-     | плет-ѫч-емъ плет-ъш-емъ плет-ом-омъ плет-ен-омъ | плет-ѫч-емъ плет-ъш-емъ плет-ом-омъ плет-ен-омъ   | плет-ѫч-амъ (>ꙗмъ) плет-ъш-амъ (>ꙗмъ) плет-ом-амъ плет-ен-амъ |
| вн.п. | плет-ѫч-ь (-а, >ꙗ) плет-ъш-ь (-а, >ꙗ) плет-ом-а плет-ен-а | плет-ѫч-е плет-ъш-е плет-ом-о плет-ен-о          | плет-ѫч-ѭ плет-ъш-ѭ плет-ом-ѭ плет-ен-ѭ     | плет-ѫч-а (>ꙗ) плет-ъш-а (>ꙗ) плет-ом-а плет-ен-а | плет-ѫч-и плет-ъш-и плет-ом-ѣ плет-ен-ѣ         | плет-ѫч-и плет-ъш-и плет-ом-ѣ плет-ен-ѣ | плет-ѫч-ѣ плет-ъш-ѣ плет-ом-ы плет-ен-ы         | плет-ѫч-а (>ꙗ) плет-ъш-а (>ꙗ) плет-ом-а плет-ен-а | плет-ѫч-ѣ плет-ъш-ѣ плет-ом-ы плет-ен-ы                       |
| тв.п. | плет-ѫч-ьмь плет-ъш-ьмь плет-ом-ъмь плет-ен-ъмь           | плет-ѫч-ьмь плет-ъш-ьмь плет-ом-ъмь плет-ен-ъмь  | плет-ѫч-еѭ плет-ъш-еѭ плет-ом-оѭ плет-ен-оѭ | плет-ѫч-ема плет-ъш-ема плет-ом-ома плет-ен-ома   | плет-ѫч-ема плет-ъш-ема плет-ом-ома плет-ен-ома | плет-ѫч- плет-ъш- плет-ом- плет-ен-     | плет-ѫч-и плет-ъш-и плет-ом-ы плет-ен-ы         | плет-ѫч-и плет-ъш-и плет-ом-ы плет-ен-ы           | плет-ѫч-ами (>ꙗми) плет-ъш-ами (>ꙗми) плет-ом-ами плет-ен-ами |
| мс.п. | плет-ѫч-и плет-ъш-и плет-ом-ѣ плет-ен-ѣ                   | плет-ѫч-и плет-ъш-и плет-ом-ѣ плет-ен-ѣ          | плет-ѫч-и плет-ъш-и плет-ом-ѣ плет-ен-ѣ     | плет-ѫч-ѭ плет-ъш-ѭ плет-ом-ѫ плет-ен-ѫ           | плет-ѫч-ѭ плет-ъш-ѭ плет-ом-ѫ плет-ен-ѫ         | плет-ѫч-ѭ плет-ъш-ѭ плет-ом-ѫ плет-ен-ѫ | плет-ѫч-ихъ плет-ъш-ихъ плет-ом-ѣхъ плет-ен-ѣхъ | плет-ѫч-ихъ плет-ъш-ихъ плет-ом-ѣхъ плет-ен-ѣхъ   | плет-ѫч-ахъ (>ꙗхъ) плет-ъш-ахъ (>ꙗхъ) плет-ом-ахъ плет-ен-ахъ |

|       | ед.ч.                                                            | ед.ч.                                                         | ед.ч.                                                   | дв.ч.                                                                           | дв.ч.                                                                           | дв.ч.                                                                           | мн.ч.                                                                           | мн.ч.                                                                           | мн.ч.                                                                           |
|       | м.р.                                                             | ср.р.                                                         | ж.р.                                                    | м.р.                                                                            | ср.р.                                                                           | ж.р.                                                                            | м.р.                                                                            | ср.р.                                                                           | ж.р.                                                                            |
| ----- | ---------------------------------------------------------------- | ------------------------------------------------------------- | ------------------------------------------------------- | ------------------------------------------------------------------------------- | ------------------------------------------------------------------------------- | ------------------------------------------------------------------------------- | ------------------------------------------------------------------------------- | ------------------------------------------------------------------------------- | ------------------------------------------------------------------------------- |
| им.п. | плет-ѫч-ии, плет-аи плет-ъш-ии, плет-ыи плет-ом-ыи плет-ен-ыи    | плет-ѫч-ее плет-ъш-ее плет-ом-ое плет-ен-ое                   | плет-ѫч-иꙗ плет-ъш-иꙗ плет-ом-аꙗ плет-ен-аꙗ             | плет-ѫч-аꙗ плет-ъш-аꙗ плет-ом-аꙗ плет-ен-аꙗ                                     | плет-ѫч-ии плет-ъш-ии плет-ом-ѣи плет-ен-ѣи                                     | плет-ѫч-ии плет-ъш-ии плет-ом-ѣи плет-ен-ѣи                                     | плет-ѫч-еи плет-ъш-еи плет-ом-ии плет-ен-ии                                     | плет-ѫч-аꙗ плет-ъш-аꙗ плет-ом-аꙗ плет-ен-аꙗ                                     | плет-ѫч-ѣ плет-ъш-ѣ плет-ом-ыѣ плет-ен-ыѣ                                       |
| рд.п. | плет-ѫч-его плет-ъш-его плет-ом-ого плет-ен-ого                  | плет-ѫч-его плет-ъш-его плет-ом-ого плет-ен-ого               | плет-ѫч-еѣ плет-ъш-еѣ плет-ом-оѣ (-ыѣ) плет-ен-оѣ (-ыѣ) | плет-ѫч-ѭѭ (-ѫѭ) плет-ъш-ѭѭ (-ѫѭ) плет-ом-ѫѭ плет-ен-ѫѭ                         | плет-ѫч-ѭѭ (-ѫѭ) плет-ъш-ѭѭ (-ѫѭ) плет-ом-ѫѭ плет-ен-ѫѭ                         | плет-ѫч-ѭѭ (-ѫѭ) плет-ъш-ѭѭ (-ѫѭ) плет-ом-ѫѭ плет-ен-ѫѭ                         | плет-ѫч-иихъ (-ихъ) плет-ъш-иихъ (-ихъ) плет-ом-ыихъ (-ыхъ) плет-ен-ыихъ (-ыхъ) | плет-ѫч-иихъ (-ихъ) плет-ъш-иихъ (-ихъ) плет-ом-ыихъ (-ыхъ) плет-ен-ыихъ (-ыхъ) | плет-ѫч-иихъ (-ихъ) плет-ъш-иихъ (-ихъ) плет-ом-ыихъ (-ыхъ) плет-ен-ыихъ (-ыхъ) |
| дт.п. | плет-ѫч-ему плет-ъш-ему плет-ом-ому плет-ен-ому                  | плет-ѫч-ему плет-ъш-ему плет-ом-ому плет-ен-ому               | плет-ѫч-еи плет-ъш-еи плет-ом-ои (-ѣи) плет-ен-ои (-ѣи) | плет-ѫч-иима (-има) плет-ъш-иима (-има) плет-ом-ыима (-ыма) плет-ен-ыима (-ыма) | плет-ѫч-иима (-има) плет-ъш-иима (-има) плет-ом-ыима (-ыма) плет-ен-ыима (-ыма) | плет-ѫч-иима (-има) плет-ъш-иима (-има) плет-ом-ыима (-ыма) плет-ен-ыима (-ыма) | плет-ѫч-иимъ (имъ) плет-ъш-иимъ (-имъ) плет-ом-ыимъ (-ымъ) плет-ен-ыимъ (-ымъ)  | плет-ѫч-иимъ (имъ) плет-ъш-иимъ (-имъ) плет-ом-ыимъ (-ымъ) плет-ен-ыимъ (-ымъ)  | плет-ѫч-иимъ (имъ) плет-ъш-иимъ (-имъ) плет-ом-ыимъ (-ымъ) плет-ен-ыимъ (-ымъ)  |
| вн.п. | плет-ѫч-ии (-его) плет-ъш-ии (-его) плет-ом-ыи плет-ен-ыи (-ого) | плет-ѫч-ее плет-ъш-ее плет-ом-ое плет-ен-ое                   | плет-ѫч-ѭѭ плет-ъш-ѭѭ плет-ом-ѫѭ плет-ен-ѫѭ             | плет-ѫч-аꙗ плет-ъш-аꙗ плет-ом-аꙗ плет-ен-аꙗ                                     | плет-ѫч-ии плет-ъш-ии плет-ом-ѣи плет-ен-ѣи                                     | плет-ѫч-ии плет-ъш-ии плет-ом-ѣи плет-ен-ѣи                                     | плет-ѫч-ѣѣ плет-ъш-ѣѣ плет-ом-ыѣ плет-ен-ыѣ                                     | плет-ѫч-аꙗ плет-ъш-аꙗ плет-ом-аꙗ плет-ен-ыѣ                                     | плет-ѫч-ѣѣ плет-ъш-ѣѣ плет-ом-ыѣ плет-ен-ыѣ                                     |
| тв.п. | плет-ѫч-имь плет-ъш-имь плет-ом-ымь (-ого) плет-ен-ымь(-ого)     | плет-ѫч-имь плет-ъш-имь плет-ом-ымь (-ого) плет-ен-ымь(-ого)  | плет-ѫч-еѭ плет-ъш-еѭ плет-ом-оѭ плет-ен-оѭ             | плет-ѫч-иима (-има) плет-ъш-иима (-има) плет-ом-ыима (-ыма) плет-ен-ыима (-ыма) | плет-ѫч-иима (-има) плет-ъш-иима (-има) плет-ом-ыима (-ыма) плет-ен-ыима (-ыма) | плет-ѫч-иима (-има) плет-ъш-иима (-има) плет-ом-ыима (-ыма) плет-ен-ыима (-ыма) | плет-ѫч-иими (-ими) плет-ъш-иими (-ими) плет-ом-ыими (-ыми) плет-ен-ыими (-ыми) | плет-ѫч-иими (-ими) плет-ъш-иими (-ими) плет-ом-ыими (-ыми) плет-ен-ыими (-ыми) | плет-ѫч-иими (-ими) плет-ъш-иими (-ими) плет-ом-ыими (-ыми) плет-ен-ыими (-ыми) |
| мс.п. | плет-ѫч-емь плет-ъш-емь плет-ом-омь (-ѣмь) плет-ен-омь (-ѣмь)    | плет-ѫч-емь плет-ъш-емь плет-ом-омь (-ѣмь) плет-ен-омь (-ѣмь) | плет-ѫч-еи плет-ъш-еи плет-ом-ои (-ѣи) плет-ен-ои (-ѣи) | плет-ѫч-ѭѭ (-ѫѭ) плет-ъш-ѭѭ (-ѫѭ) плет-ом-ѫѭ плет-ен-ѫѭ                         | плет-ѫч-ѭѭ (-ѫѭ) плет-ъш-ѭѭ (-ѫѭ) плет-ом-ѫѭ плет-ен-ѫѭ                         | плет-ѫч-ѭѭ (-ѫѭ) плет-ъш-ѭѭ (-ѫѭ) плет-ом-ѫѭ плет-ен-ѫѭ                         | плет-ѫч-иихъ (-ихъ) плет-ъш-иихъ (-ихъ) плет-ом-ыихъ (-ыхъ) плет-ен-ыихъ (-ыхъ) | плет-ѫч-иихъ (-ихъ) плет-ъш-иихъ (-ихъ) плет-ом-ыихъ (-ыхъ) плет-ен-ыихъ (-ыхъ) | плет-ѫч-иихъ (-ихъ) плет-ъш-иихъ (-ихъ) плет-ом-ыихъ (-ыхъ) плет-ен-ыихъ (-ыхъ) |

Как краткие, так и полные формы причастных форм имели в суффиксах одиночный -н-. Удвоение (-ньн- > -нн-) началось благодаря влиянию церковнославянского языка. В письменной литературной речи оно фиксируется уже в ранние периоды, тогда как в устной — с XVI века.

##### Категория залога глагольных форм
Первоначально в древнерусском языке все причастные и некоторые непричастные формы глагола имели формальные признаки морфологического выражения отношений между производителем действия и объектом, на который оно направлено. Причастные формы с суффиксами -ѫч-, -ѧч-, -въш-, -ъш-, -л- были нестрадательного залога; с суффиксами -ом-, -ем-, -им-, -н-, -т- были страдательного залога.
Непричастные формы имели иные формы отражения залога:
- чередование гласных в некоторых корнях: сажѫ (действительный залог) — сижѫ (средне-возвратный залог); лоупити — лопънѫти; ложѭ — лежѭ; полагаѭ — лѧгѫ;
- чередование гласных в некоторых суффиксах: громити — гремѣти; зълити — зълѣти; ослабити — ослабѣти; мочити — мокънѫти; тѫшити — тѫхънѫти;

Все непричастные формы отражения залога были унаследованы из систем праславянского и праиндоевропейского языка, так как они схожи с теми, которые можно наблюдать в неславянских индоевропейских языках. Ср. нем.: trinken (пить) — trenken (поить): hingen (висеть) — hengen (вешать). Однако в древнерусском языке такие механизмы были непродуктивны, поскольку:
- более не были универсальны. Если в паре тѫшити — тѫхънѫти суффиксы -и- / -нѫ- выражали залоговое противопоставление, в паре палити — пальнѫти уже нет; если в паре ложѭ — лежѭ чередование корневых -о- / -е- выражало залоговое противопоставление, то в паре возити — везти уже нет;
- в письменный период развития древнерусского языка не развивались, но параллельно с ними появлялись и развивались другие средства. Н.р., частица -сѧ (вн.п. возвр. местоимения себя).

##### Категория вида глагольных форм
Для древнерусского языка не обнаружено письменных свидетельств противопоставления глагольных форм времени и вида. То же верно в отношении других славянских и, шире, индоевропейских, языков. На основании этого полагают, что в праиндоевропейском языке так же не было противопоставления глагольных форм времени и вида. В таком случае, развитие систем времени и вида — более позднее и неоднородно развивавшееся явление. В отношении времени действие, выражаемое глаголом, приобретало дополнительную характеристику «когда?», а в формах вида — «как?». Косвенно эта гипотеза подтверждается неоднородностью развития системы времени и вида: в романских и германских языках преобладают временные оттенки глагольного действия или состояния, образована сложная система времён, но видовая система не получила развития. В славянских же языках системы времени и вида противопоставлены совершенно отчётливо.
Ко времени складывания исходной системы древнерусского языка в нём уже было сформировано противопоставление приставочных глаголов по совершенному-несовершенному виду. Ведущим выступал несовершенный вид, получаемый с помощью ряда средств: унаследованных от праславянского языка (таковы, например, были суффиксы [-j-] (налити — налиꙗти), [-ва-] (въздати — въздавати), [-ja-] (възвысити — възвышати < *vъzvy-s-ja-ti), а также праиндоевропейских чередований корневых гласных типа о // а (побороти — побарати), е // ě (плести— плѣтати) и т. п.
Система средств имперфектизации была неупорядоченной, поэтому имелась вариативность несовершенных форм: налити — налиати, наливати; навести — наводити, навожати; догънати — догонити, догонати; выдати — выдаꙗти, выдавати; въпустити — въпускати, въпущати и т. п.
Эти, ещё новые, средства выражения вида были ещё неустоявшимися, неупорядоченными. Так, во фразе «по Оцѣ… где вътечеть в Волгу» (Повесть временных лет) форма «вътечеть» означает «впадает», а не «впадёт». Во фразе «законъ имутъ отецъ своихъ… ни кърасти, ни окълеветати, ли убити, ли зъло деѧти» в одном ряду стоят глаголы, по нормам современного языка одни из которых выражают действия совершенного, а другие — несовершенного вида.
Подобно соответствию видовых основ глагольным формам времени в праиндоевропейском языке, в древнерусском для приставочных глаголов наблюдается связь аориста с совершенным видом, имперфекта — с несовершенным: поставити (сов. в.) — поставиша (аорист), поставляти (несов. в.) — поставляху (имперфект); погрѣсти (сов. в.) — погрѣбоша (аорист), погрѣбати (несов. в.) — погрѣбяху (имперфект). Что касается настоящего времени, его формы исходно были синкретичны (совмещались со значением будущего), однако с развитием видового противопоставления формы глаголов несов. вида приобрели значение актуального или абстрактного настоящего времени, а формы глаголов сов. вида — значение (совершенного) будущего.
Бесприставочные же глаголы, ещё не втянутые в видовую корреляцию, ещё долгое время сохраняли синкретичную форму настоящего II будущего времени, значение которой определялось контекстом, а в прошедшем времени имели как формы аориста, так и формы имперфекта.
По-видимому, в связи с тем что в славянских диалектах сов. вид лишь постепенно развивался из общего вида, в древних памятниках наблюдается несоответствие временной формы и видового значения глагола, Так, например, формы аориста могут оказаться образованными от глаголов несов. вида: живе, ходи (Лавр, лет.), ѣхашa в тферь (Новг, лет.), а формы имперфекта — от глаголов сов. вида: умряше, поставяху, сожьжаху (Лавр. лет.).
В XII веке оформляется новый суффикс -ива- (-ыва-), ставший наиболее продуктивным средством имперфективации, что способствовало его распространению не только в приставочных (напр., умыкиваху — Лавр, дет., приставливати — Новг. гр. XIV—XV вв.), но позже и в бесприставочных глаголах (напр., купливал, кашивал), для которых он стал средством образования многократных глаголов.
В результате бесприставочные глаголы также будут втянуты в видовое противопоставление как образование несовершенного вида, и к XVII в. категория вида глагола приобретёт то состояние, какое обнаруживается в современном языке: каждый глагол относится к совершенному или несовершенному виду (за исключением немногих так называемых двувидовых глаголов), и от каждого глагола несовершенного вида с помощью приставки может быть образован глагол совершенного вида (за исключением глаголов разнонаправленного движения и многократных).
Установление перфекта как единственной формы прош. времени с общим значением предшествования действия моменту речи привело к тому, что обозначение характера протекания действия во времени было переведено в синтаксический план. Связь формы времени с видом глагола, какая была у аориста и имперфекта, перестала существовать, ибо причастие на -л- образовывалось от любой глагольной основы. Иначе говоря, новая форма прошедшего времени стала свободно образовываться от обоих членов видовой корреляции.
Последним моментом в становлении современных видо-временных отношений явилось развитие особой сложной формы будущего времени буду + инфинитив несов. вида. В этой форме буду однозначно указывает на вид инфинитива (ибо буду не может быть отнесено к завершённому действию).

##### Развитие первоначальной системы древнерусских глагольных форм
Формы аориста и имперфекта довольно рано не выдержали конкуренции с формами перфекта и как системные формы стали исчезать. Уже к XII в. встречаются случаи неверного употребления этих форм либо употребления сложных форм прошедшего времени вместо аориста. Отсюда возникает предположение о забвении их первоначальной роли и падении в устной речи к началу этого периода. С утратой аориста и имперфекта в конструкциях перфекта и плюсквамперфекта перестал употребляться вспомогательный глагол ѥсмь; так появляются связки двух причастий на -лъ: мы были искали, он былъ привёлъ. Подобные конструкции переосмыслялись по принципу «былъ» > «было»: «я былъ (ѥсмь) пошёлъ да вернулся» -> «я было пошёл, но вернулся». Это — последний осколок плюсквамперфекта в современном русском языке; обозначает действие, некогда начатое, но незавершённое.
По мере забвения роли аориста и имперфекта происходило рассогласование вспомогательного глагола с подлежащим в сослагательном наклонении. Впоследствии вспомогательный глагол быти застыл в своей аористной форме «бы (б)» и стал восприниматься как частица.
К концу древнерусского периода единственной формой пр.вр. осталось только краткое причастия на -л (в плюсквамперфекте вспомогательное причастие на -л опускалось), признаком сослагательного наклонения стала частица бы (б). По версии Соболевского, данные изменения завершились к XIV веку. Различия между перфектом и плюсквамперфектом сохранились только в говорах, лёгших в основу украинского и белорусского языков.
Впоследствии вышли из употребления формы двойственного числа: в письменных источниках уже XIV в. формы мн.ч. употребляются наравне с формами дв.ч., что свидетельствует о забвении исходной роли последнего и утрате его в устной речи. С XV в. глагол утрачивает двойственное число. Так же к XV в. исчез супин, слившись с близким к нему инфинитивом.
Параллельно в говорах, давших русский язык, из двух форм будущего времени утвердилась одна: из инфинитива спрягаемого глагола (как в буд. слож.1-м) и вспомогательного глагола быть (как в буд. сл. 2-м). Во всех случаях она стала обозначать действия несовершенного вида, тогда как форма буд. прост. — действия совершенного вида. Будущее сложное 1-е употребляется лишь изредка, пережиточно, в некоторых говорах современного русского языка (со вспомогательным глаголом иму). В говорах, давших впоследствии украинский и белорусский языки, древнерусское буд. слож. 1-е не исчезло, а было переосмыслено как форма несовершенного вида (укр. ходитиму, бел. хадзiцьму). Будущее сложное 2-е полностью пало к XVII в. во всех восточнославянских языках, так как его функцию приняло будущее простое (то есть, совершенный вид) в сочетании (где это требуется) с союзами если, когда.
Вместе с тем, в повелительном наклонении перестали употребляться формы 3-го л. ед.ч.; формы 2-го л. мн.ч. подверглись влиянию форм 2-го л. ед.ч.(несѣте > несите, ставите > ставьте); формы 1-го л. мн.ч. подверглись воздействию форм того же лица того же числа сослагательного наклонения (напишимъ > напишем). В трёх формировавшихся восточнославянских языках эти процессы шли неодинаково и давали порой разные результаты: рус. пойди, беги, бежим, пойдёмте, бегите, бежимте — при укр. ходи, бiжи, ходiмо, бiжiмо, ходiть, бiжiть и бел. сядзь, бяжи, сядзьма, бяжим, сядзьте, бяжыце.
Исчез нетематический тип склонения, так как входящие в него слова уподобились тематическим глаголам. В русском языке нетематический тип представлен диалектизмами еси — ешь, даси — дашь и некоторыми другими. В украинском и белорусском остатки нетематического склонения несколько шире: укр. даси — дашь, дасите — дадите; бел. ясi — ешь, ясце — едите.
Краткая форма нестрадательных причастий на -л стала осознаваться только как форма прошедшего времени. Все другие краткие формы нестрадательных причастий перестали склоняться и перешли в разряд деепричастий. Остальные причастия претерпели те же изменения, что и краткие и полные прилагательные. Особо важны для формирования трёх восточнославянских языков оказались следующие переходы:
- в говорах складывавшегося русского языка все полные причастия нестр-го залога н.вр. и полные причастия нестр-го залога пр.вр. с суффиксом -л- полностью перешли в разряд прилагательных: стоячий, жгучий, вялый, бывалый, усталый.
- в говорах складывающегося белорусского языка то же произошло с полными причастиями на -л.
- в говорах складывающегося украинского языка формы полных причастий на -л- сохранились как формы прич. пр.вр.. В то же время полностью вышли из употребления полные формы с древними суффиксами -въш- / -ъш- , а также все (и краткие, и полные) формы страдательных причастий наст.вр..

Превращение краткой формы возвратного местоимения сѧ в частицу -ся (с вариантами -сь, -с) и слияние её с глагольными формами, завершившееся к XVIII веку, привело к образованию возвратных глаголов и оформлению нового способа морфологического выражения залоговых различий.

#### Неизменяемые слова

##### Наречие
Наречие начинает формироваться ещё в праславянском языке и в исходной системе древнерусского языка выступает как особая часть речи. Но, несмотря на древность происхождения наречий, они являются «вторичными», так как обнаруживают своё возникновение из других частей речи — существительных, местоимений, прилагательных, глаголов. Процесс образования наречий из других частей речи шёл на протяжении всей истории русского языка и продолжается и сейчас.
В составе наречий древнерусского языка можно выделить 2 группы:
1. обстоятельственные:
  - возникшие из беспредложно-падежных форм сущ. и прил.: доловь, кромѣ, нынѣ, пърѧмо, сильно, ничькомъ, торчькомъ, добровольно. Н.р.: «Ростилавъ же отступи кромѣ изъ града» (Повесть временных лет).
  - возникшие из предложно-падежных форм сущ.: въверхъ, въдоль, внѣ, вопчѣ, въпередъ, въпрокъ, исстари, наверьху, наполы, напорожнѣ. Н.р.: «поѣди въборзѣ» (Ипатьевская летопись).
  - возникшие из предложно-падежных форм прил.: въмалѣ, съмолоду, изъдавьна, помъногу, помалу.
  - возникшие из беспредложных и предложных падежных форм числительных (которые в древнерусском языке осознавались или как сущ., или как прил.): едва (одва), одънова, въдъвое, трижды. Н.р.: «сыну её цѣловати крестъ… за себя и за матерь однова» (Новгородская судная грамота).
  - возникшие из форм неличных местоимений, осложнённых частицами: где (< къде), здесь (< сьдесь), егда, иногда, овогда, какъ, коли, никуда, сице (так), сѣмо (сюда), тако, тамо, кѫда (кѫды), тѫда (тѫды), сѭда (сѭды), вьсѭду. Н.р.: «кде суть дружина наша; что ради предости сема» (Повесть временных лет).
  - возникшие из форм неличных местоимений приставочным способом: потъмѫ, почьмѫ, отъкѫда, отсѭда, докѫда, дотѫда, покѫда, почьмѫ, вовсе.
  - возникшие от слияния служебных слов: абие (а+бы+ѥ), уже (у+же).
2. выступавшие в роли главных членов безличных предложений: жаль, льзе, нельзѧ, надобѣ, нѣсть, нѣтъ, пора. Все они восходят к существительным.

История формирования наречий недостаточно изучена: неясен сам состав древнерусских наречий. Поэтому в настоящее время невозможно окончательно решить вопрос об истории складывания и развития наречий, как части речи в русском языке.

##### Служебные слова
Система служебных слов в древнерусском языке несла значительную нагрузку, однако была слабо дифференцирована (предлоги, союзы, частицы) по сравнению с современной.
Простейшие служебные слова могли выступать и как предлоги, и как союзы, и как частицы:
- а — в качестве союза выступал и сочинительным, и подчинительным: а кого к собѣ перезовут… и тѣмъ людемъ в тотъ же оброкъ потѧнути (грамота Дмитрия Шемяки);
- б, бы — значение условия; выступало так же как часть условного залога и в качестве морфем;
- безъ, безо — предлог;
- въ, во — предлог;
- бо — подчинительный союз со значением причины: показа намъ, бо тѣмъ мѣстомъ не удобь проити («Хождение игумена Даниила»);
- да — соединительный союз: дал ѥсмь пустошь Красные да Онисимково (данная Ивана Андреевича);
- еи, еи-еи — усиление (эмоционально-экспрессивного характера): Еи, владыко, просвети мни утробу (Панедикты Антиоха);
- же — усиление (эмоционального характера): ныне же половци се побѣдилѣ Игоря и брата его (Ипатьевская летопись); в качестве союза выступал и сочинительным, и подчинительным: донелѣ же сѧ миръ състоить молите бога за мѧ (Мстиславова грамота);
- и — сочинительный союз: и хто поѣдетъ по что в мои лѣсъ (грамота угличского князя Алексея Большого)
- ли — выражение сомнения, вопроса: прав ли, виноват ли монастырской человек (грамота угличского князя Алексея Большого);
- межь — предлог;
- не — отрицательная частица: пакости им не бѣ никоеꙗ (Синодальный список Новгородской I летописи); выступало так же в качестве приставки;
- ни — усиление отрицания: а того села от монастыря не дати, ни продати (данная Фёдора Коровая);
- но — противительный союз;
- при, про — предлоги;
- подъ, подо — предлог;
- съ — предлог;
- то — усиление (неэмоционального характера);
- ци — выражение сомнения: ци самъ есмь сѣлъ Кыевѣ (Лаврентьевская летопись);

Количество простых служебных слов в языке было ограничено. Очень рано на их базе путём простого слияния стали возникать более сложные. Наиболее употребимы были:
- а + бо = або; сочинительно-подчинительный союз, по необходимости означавший как разделение, так и пояснение: за пѣнѧзи рахѫѭчи, або в иншои речи (жалованная грамота Александра-Витовта);
- а + бы = абы; подчинительный союз со значением цели;
- а + же = аже; подчинительный союз: «Не даи аже бы промьжѭ нами бои былъ» (Смоленская грамота 1221 г.);
- а + ли = али; разделительно-противительный союз: «было на двое, али я далъ за одно» (грамота Казимира);
- а + но = ано; союз со значением усиления: ано тамо измано вѧчьшие мужи (Синодальный список Новгородской I летописи);
- а + то = ато; подчинительный союз: «даи ми Переѧславль, ать посажѭ сына своего» (Ипатьевская летопись);
- а + ще = аще (аче); подчинительный союз со значением условия: аще кому хотѧше пѣснь творити (Слово о полку Игореве); «аче не любо ти, а ворочѭ сѧ дому» (Лаврентьевская летопись;
- да + бы = дабы; подчинительный союз;
- де + и = деи; указание на субъективную передачу чужой речи: «а в деревнях, деи, их ставѧтсѧ» (грамота угличского князя Алексея Большого);
- до + не + ли = донели; подчинительный союз: «Донелѣ же сѧ миръ сътоить молите бога за мѧ» (Мстиславова грамота);
- е + же = еже; подчинительный союз: «затъкоша уши свои, еже бы не сълышати» (Тверская летопись);
- за + не = зане; подчинительный союз: «изнемогша в градѣ, зане не бѧше им кърма» (Синодальный список Новгородский I летописи);
- и + бо = ибо; подчинительный союз;
- и + же = иже; подчинительный союз со значением условия: «иже ваша будеть вѣра лучьше, ино азъ иду в вашу вѣру» (Синодальный список Новгородский I летописи);
- и + ли = или; сочинительно-подчинительный, мог использоваться как противительный союз;
- и + но = ино (вариативно инъ, ини, инѣ); подчинительный союз с выражением необходимости;
- къ + ли = коли; подчинительный союз со значением условия: «ци прилизати воды къ вину, коли даѭче ꙗко то въ вѣликое говѣние» (Вопросы Кюрика);
- ли + бо = либо; сочинительно-подчинительный союз;
- на + до = надо, надъ; предлог;
- не + же (+ ли) — неже(ли); подчинительный союз со значением противопоставления: «Лѣпше оубо въ тьмѣ ходити, неже къромѣ другъ» (Златоструй);
- о + бо = обо, объ; предлог со значением объекта речи;
- о + тъ = отъ (ото); предлог со значением источника действия;
- по + не (+ же + ли) = поне(жели); подчинительный с указанием на причину: «пакости имъ не бѣ никоеꙗ, поне бо не бѣ тогда посадника» (Синодальный список Новгородский I летописи);
- си + це — сице; со значением «так»;
- чьто + бы = чьтобы; подчинительный союз с указанием на цель действия: «даи дозорщика… штобы розъехалъ тъвои земли» (отступная грамота угличского князя Андрея Большого);

Сложносочинённые служебные слова возникали в разных говорах древнерусского языка неодновременно и неоднообразно, вследствие чего в разных диалектах древнерусского языка складывались разные служебные слова с одинаковым значением. В дальнейшем, с развитием из диалектов древнерусского языка трёх самостоятельных восточнославянских языков, в составе того или иного языка оказывались разные служебные слова с одинаковыми значениями. Н.р.: рус. вне, но, как, под, так, чем — укр. за, але, як, поза, бо, нiж — бел. па-за, але, як, пад, так, чым.
В значительной степени эти процессы были обусловлены падением сложной глагольной системы времён, позволявшей выражать крупные конструкции меньшим количеством слов. Таким образом, в древнерусском языке система служебных слов проходила активную стадию формирования.
Служебные слова, выступавшие в роли предлогов перед каждым определением и (или) сочинительных союзов перед каждым из однородных членов, зачастую повторялись, что невозможно в современном языке. Н.р.: Половцы идутъ от Дона и отъ морꙗ и отъ всѣхъ стран (Слово о полку Игореве); И по емъ и сыну по Борисѣ (данная Троице-Сергиеву монастырю).

### Синтаксис

#### Общий строй предложения
Подавляющее большинство текстов на древнерусском языке содержит односоставные или двусоставные предложения; в некоторых случаях допускались пропуски определённых членов; подлежащее стояло в им.п., сказуемое согласовывалось с ним; связи между словами были и подчинительные, и сочинительные; присутствовали конструкции с однородными членами; предложения могли быть описательными, вопросительными и побудительными.
Описательных назывных предложений по типу «Шёпот. Робкое дыханье. Трели соловья» (А.Фет) в древнерусском языке не существовало. Исключения единичны, н.р.: стоѧше всꙗ осенина дъджева от госпожина дни до корочѭна тепло дъжгь (Синодальный список Новгородской I летописи). Вследствие редкости таких конструкций остаются сомнения, не являются ли слова тепло и дъжгь однородными с осенина подлежащими при сказуемом стоѧше.
Распространены были безличные предложения с главным членом в форме инфинитива и логическом (но не грамматическом!) субъекте действия в дт.п.: уже намъ своихъ милыхъ ладъ ни мыслиѭ смыслити, ни очима съглядети (Слово о полку Игореве). В современном языке подобный строй считается просторечием: оглянуться бы, да не подумал.
Употреблялись предложения с главным членом нет (не ѥсть > нѣсть > нет) или непереходным глаголом в 3-м лиц. ед.ч. с отрицанием и дополнением в рд.п., которое при отсутствии отрицания или замене нет на есть становится подлежащим. Нѣсть ему помощи от великого кънѧзꙗ (Повесть о разорении Рязани); не будеть славы тебѣ (Ипатьевская летопись). Употребление личных предложений в таких случаях, однако, так же допускалось: не остался ни единъ обринъ; и браци не бываху в нихъ (Повесть временных лет).

#### Выражение подлежащего и сказуемого
Древнейшие памятники не содержат употреблений местоимений 1-го и 2-го лица в роли подлежащего, поскольку сказуемое в любом из этих лиц указывает на подлежащее своим окончанием.: мужа твоего убихомъ (Лаврентьевская летопись).
Если сказуемое было именным, оно употреблялось с глаголом-связкой даже в настоящем времени: а ты кънѧзь ли еси (Повесть временных лет). Данное правило стало слабеть только к позднему периоду развития древнерусского языка. Быстрее всех пала связка для 3-го лица, после — для 1-го и 2-го.
В составе именного сказуемого часто употреблялась форма им.п., тогда как современный язык требует тв.п.: аще хощеши любимъ быти (Житие Нифонта); инии седоша на Двине и нарекошасѧ полочане (Повесть временных лет).
В роли предикативов полные прилагательные не употреблялись, а краткие нестрадательные причастия, причём не только на -л, использовались часто: иже придешь передъ насъ панъ Гервасъ и веновалъ и отправилъ (грамота Бенка). В дальнейшем краткие нестрадательные причастия перестали согласовываться с подлежащим и были переосмыслены как деепричастия, утратив предикативную функцию. Сохраняется она лишь в диалектах: они ещё не евши.
Сказуемое согласовалось с подлежащим по грамматической форме: Ходи Мьстиславъ на литву (Ипатьевская летопись). Исключения составляли случаи:
1. При собирательном подлежащем в ед.ч. глагол ставился во мн.ч., то есть согласовывался по смыслу: сице придоша Русь (Повесть временных лет). В современном языке это — диалектизм: народ не согласны.
2. Предиктивное краткое страдательное причастие прошедшего времени или причастие на -л употреблялось в ср.р. ед.ч. независимо от рода и числа подлежащего: ано тамо измано вѧчьшие мужи (Синодальный список Новгородской I летописи). В современном языке это — диалектизм: вся каша съедено, наша деревня сгорело.

#### Особенности глагольного управления
Управляемое слово могло употребляться не с тем предлогом и не в том падеже, что в современном языке.
Управление было беспредложным, но управляемое слово ставилось в другой падеж:
1. Прямое дополнение обычно стояло в им.п. при инфинитиве и допускалось при других формах: таꙗ правда узѧти русину (Смоленская грамота, 1229 г.); взѧти от дѣла ногата (Русская Правда); ныне есть оувѣдалъ любовь ваша (грамота полоцкого епископа Иакова); от рублꙗ дати ему долгаꙗ (договорная грамота Полоцка с Ригою); знати своꙗ служба (закончальная грамота Дмитрия Донского).
2. Прямое дополнение без отрицания и не в значении части целого стояло в рд.п.: поостри сердца своего мужествомъ (Слово о полку Игореве); утеръ слезъ своихъ (Ипатьевская летопись).
3. Прямое дополнение, требующее в современном языке тв.п., могло стоять в рд.п.: наситисѧ пениꙗ и чтениꙗ (псковский Пролог); половци же вземше городъ и ополониша сѧ полна (Ипатьевская летопись).
4. Вн.п. соответствовал совр. дт.п.: доложите государꙗ (Переяславль-Залесский судный список); менꙗ докладывали (правовая грамота Троице-Сергиеву монастырю).

Управление было беспредложным, тогда как современный язык требует предлога и (или) другого падежа для обозначения разных обстоятельств и дополнений:
1. В рд.п.: тѣхъ ти сѧ всѣхъ отступити (договорная грамота тверского князя Михаила); а оны его взяли часа того (Хожение за три моря).
2. В дт.п.: трупиꙗ себѣ дѣлѧче (Слово о полку Игореве); приходомъ кънѧгыни (Повесть временных лет).
3. В вн.п.: мьстила обиду мужа (Повесть временных лет); начаста воевати волость Всеволожѫ (Суздальская летопись).
4. В тв.п.: изнемогшꙗ голодомь (Синодальный список Новгородской I летописи); уныша цветы жалостиѭ (Слово о полку Игореве).
5. В мс.п.: не ходили томь лѣтѣ (Суздальская летопись); правлѧше столъ отца своего Кыевѣ (комментарии к Остромирову Евангелию).

Управление было предложным, тогда как современный язык требует других падежа и предлога: поедет кто ездок мимо тот монастырь (грамота Василия Тёмного); на гнѣвѣхъ замысли тѧготу (Суздальская летопись).
Управление было предложным, тогда как современный язык требует беспредложного: да то сѧ зваху отъ грекъ Великаꙗ Скуфь; рѣша деревляне к Ользѣ (Повесть временных лет).
Точных причин расхождения языковых норм не установлено. Наиболее убедительная гипотеза сводится к тому, что в древнерусском языке предлоги выделились из служебных слов в самостоятельную категорию достаточно поздно, и исходное управление было беспредложным.

## Словари
- Срезневский И. И. Материалы для словаря древнерусского языка по письменным памятникам. — СПб., 1890—1912 ; М., 1892—1912. — Т. 1—3 и Дополнения. ; репринтное издание: М., 1989 ; М., 2003 ; электронное pdf издание: Том 1, Том 2, Том 3;
- Словарь русского языка XI—XVII вв. — М., 1975—2006—. — Вып. 1—27—;
- Словарь древнерусского языка (XI—XIV вв.). — М., 1988—2004—. — Т. 1—7—.